# بهداشت در افغانستان
صحت و سلامتی عبارت است از بهداشت سلامتی، عرضه خدمات صحی برای باشندگان افغانستان می‌باشد. طی سال‌های اخیر دولت افغانستان توانسته است تأسیسات بهداشتی را الی ولسوالی‌ها بنا نماید. زیاده افغان‌ها توسط آب و غذا مصاب به امراض مختلف می‌گردند. دولتهای وقت تلاش نموده‌اند تا در برابر این امراض مبارزه نمایند. افغانستان کشور کوهی و خشک می‌باشد. درجه حرارت در اکثر محلات افغانستان از منفی ۱۵“ الی ۴۵+ درجه سانتی گراد می‌باشد. درین حرارت می‌تواند باکتریایی خطرناک رشد نماید؛ یعنی امراض خطرناک و کشنده از قبیل محرقه سرخکان چیچک اسما نیمونیا مالاریا لشمانیا سال دانه سل سیاه سرفه فلج اطفال و کولرا درین حرارت خوب نشو و نمو می‌نماید.
پس از سال ۱۳۶۸ علاوه بر درمانگاه دولتی درمانگاه‌های خصوصی در افغانستان نیز تأسیس گردید کنون در این کشور ۱۸۲ باب درمانگاه خصوصی وجود دارد. از جمله ۸۸ باب در مرکز و ۹۲ آن در ولایات وجود دارد. درین اواخر وزرات صحت عامه افغانستان ۸۷ درمانگاه را به نسبت عدم مراعات معیارهای صحی مسدود نمود که از جمله ۶۱ باب آن در کابل ۱۷ باب در ولایات می‌باشد.
در سال‌های اخیر دولت افغانستان تلا ش کرده است که زمینه دسترسی به خدمات صحی را توسعه دهد و در حال حاضر بر اساس گزارش‌های وزارت صحت عامه افغانستان، بیش از ۱۷۰۰ مراکز کوچک و بزرگ درمانی در سراسر کشور فعال است. حدود ۶۰ درصد مریضان افغانستان در سکتورهای خصوص تداوی می‌شوند و حدود ۱۹ درصد مریضان تداوی خود را در خارج از افغانستان می‌نمایند. میزبان اصلی مریضان افغانستان کشور هند می‌باشد.
طی ۳۳ سال جنگ داخلی به صدها دکتر در جریان وظیفه جان خود را از دست داده است. در طی چند سال اخیر حدود ۲۰ تن از دکتران و کارکنان صحی اختطاف و ۳۸ تن دیگر به قتل رسیده‌اند. وزیر این وزارت دکتر فیروز الدین «فیروز» می‌باشد.

## گزارش صحی وزارت صحت عامه افغانستان سال۲۰۱۲–۲۰۱۳
| شماره | شاخص‌ها                                                                    | سال. | ارقام به عدد و درصد                                                      |
| ----- | ------------------------------------------------------------------------- | ---- | ------------------------------------------------------------------------ |
| ۰۱    | تعداد مراکز صحی                                                           | ۲۰۱۳ | ۲۰۹۶                                                                     |
| ۰۲    | تعداد پوسته‌های صحی                                                        | ۲۰۱۳ | ۱۳۲۰۰                                                                    |
| ۰۳    | تعداد معاینه شده‌ها فی تعداد نفوس درسال                                    | ۲۰۱۳ | ۱٫۶                                                                      |
| ۰۴    | % مراکز صحی BPHS با حداقل یک کارمند صحی زن دارد                           | ۲۰۱۳ | ۷۶                                                                       |
| ۰۵    | میزان کمک به زایمان سزارین سکشن نظر به نفوس / نظر به ولادت‌ها در مراکز صحی | ۲۰۱۳ | ۲٫۱٪/۴٪                                                                  |
| ۶     | بیشترین درصد مراکز صحی که در ولایات قرار دارد.                            | ۲۰۱۳ | اول بامیان، دوم هرات پروان بعداً دایکندی و بالاخره در بدخشان و میدان وردک |
| ۷     | درصد مادران در مراکز صحی والدت کرده‌اند                                    | ۱۳۹۱ | ۳۹–۵۰٪                                                                   |
| ۸     | تعداد پرسنل صحی                                                           | ۲۰۱۳ | ۱۷۲۵۷                                                                    |
| ۹     | تعداد دکتران                                                              | ۲۰۱۳ | ۷۲۴۸                                                                     |
| ۱۰    | تعداد دارو ساز                                                            | ۲۰۱۳ | ۲۴۰۷                                                                     |
| ۱۱    | تعداد داروخانه مجازی                                                      | ۲۰۱۳ | ۱۲۸۰۰                                                                    |
| ۱۲    | تعداد مرگ و میر در اثنا ولادت                                             | ۲۰۱۳ | ۹٫۷ درصد                                                                 |
| ۱۳    | اوسط عمر                                                                  | ۲۰۱۳ | مردان ۶۲ در زنان ۶۴                                                      |
| ۱۲    |                                                                           | ۲۰۱۳ |                                                                          |

### احصائیه‌گیری صحت
نفوس کنونی افغانستان ۳۱ میلون می‌باشد. طبق گزارش وزارت صحت عامه در سال ۲۰۱۰رشد سالانه جمعیت ۳٬۲٪ می‌باشد. ۵۰درصد نفوس زیر سن ۱۵ قرار داشته از جمله ۴درصد نفوس بالاتر از عمر ۶۰ دارد. تعداد باروری ۶٬۳ طفل در فی خانم می‌باشد. ۸درصد نفوس در کمتر از ۱٫۲۵ دلار در روز زندگی دارند. ۱۷ درصد بالاتر از سن ۱۵ باسواد اند.
امراض کشنده مهم در افغانستان عبارتنداز سل اسهال ریزش و سینه پهلو بیماری کورنر قلب، تروما تولد، مالاریا، کم وزنی، سکته مغزی و سو تغذیه می‌باشد. تعداد مرگ ومیر بین سن ۱۵–۶۰ ساله ۳۳۹\۱۰۰۰ و۵۳\۱۰۰نوزادان می‌باشد. ۱۱۱۷\۱۰۰۰۰۰ نفر طور طبیعی می‌میرند. ۷۱۹\۱۰۰۰۰۰ نفر به اثر امراض قلبی و عروق ۱۶۴\۱۰۰۰۰۰ به اثر مرض سرطان، ۳۸\۱۰۰۰۰۰ در اثر مریضی سل و ۰٫۳\۱۰۰۰۰۰ در اثر مریضی مالاریا می‌میرند.

### بودجه مصارف درمانی افغانستان
مصارف بهبود صحت در افغانستان بالغ بر ۵۲ بیلون افغانی معادل ۱۰۵۳ میلون دلار می‌باشد که ۱۰ درصد از تولیدات ناخالص داخلی GDR را تشکیل می‌دهد. مصارف صحی یک افغان در حدود ۲۱۰۰ افغانی یا ۴۲ دلار محاسبه شده است. مصارف صحی بودجه دولتی بالغ بر۳۱۲۹ میلون افغانی که ۶۲٬۵۸ میلون دلار می‌شود که ۶ درصد مجموع مصارف صحی را تشکیل می‌دهد. ۴ درصد از مجموعه بودجه دولتی بالای صحت مصرف می‌شود. پوشش صحی توسط شرکت‌های خصوصی ۷۴ درصد و ۱۸ درصد از طرف حامیان خارجی پرداخته می‌شود. در مجموعه ۸۰ درصد نفوس تحت پوشش صحی دولت قرار دارند. مصارف ادویه دریک سال ۱۵ بلیون افغانی یا ۲۹۰ میلون دلار می‌باشد. مصارف ادویه یک نفر ۶۰۰ افغانی حدود ۱۱ دلار می‌باشد. ۲٫۸ درصد از عواید ناخالص داخلی بالای دوا مصرف می‌شود که ۲۸درصد از مجموعی مصارف طبی را تشکیل می‌دهد. مصارف ادویه دولتی یک شخص دریک سال ۳۵ افغانی یا ۰٫۷ دلار می‌باشد.

### کارمندان صحی
تعداد پزشکان حدود ۱۰۰۰۰ تعداد دارو ساز حدود ۳۰۰۰ دارو ساز دولتی ۶۰۰ معاون دارو ساز ۱۲۵۰ تکنیسین دارو ساز و معاون آن ۱۴۰۰ نرس و دایه خانگی بالاتر از ۱۷۲۵۰ می‌باشد. تعداد درمانگاه ۱۷۰ تعداد واحدهای کمک اولیه ۱۲۲۳۳ تعداد دوا خانه مجازی ۱۲۸۰۰ می‌رسد. تعدا ادویه جات مصرفی به ۴۳۰ نوع می‌رسد.

## پیشینه
طبابت نسبتاً عصری از زمان امیر عبدالرحمن خان آغاز گردید. امیر خود مبتلا به مرض نقرس بود که همیشه رنج می‌برد به همین منظور دکتور انگلیسی را در خدمت دربار خویش خواست. دکتور انگلیسی برای اولین بار شفاخانه ابن سینا را بنیاد نمود؛ که مریضان به‌خصوص خانواده سلطنتی کارکنان رجال دولت درآنجا تداوی می‌گردید. سپس پسر او امیر حبیب‌الله طور واقعی خواست که وضع صحت را در افغانستان بهبود بخشد. امیر حبیب‌الله تهداب معارف و فرهنگ جدید را د ر افغانستان گذاشت که طبابت هم‌زمان با آن قدم‌های به پیشرو برداشت. امیر حبیب‌الله در سال ۱۹۰۲ هنگامی که کولرا و خشک سالی مردم افغانستان را تهدید می‌نمود دریک مجلس عام گفت که ترقی یک دولت و یک ملت بدون علم امکان ندارد.
امیر حبیب‌الله خان در شروع سلطنت خود دو نفر دکتر هندی به نام غلام نبی و غلام محمد را به کابل استخدام نمود، که مصروف تداوی مریضان خاندان شاهی بودند. قبل از سلطنت امیر حبیب‌الله جراحی توسط سلمانیها به صورت غیر فنی و سنتی تطبیق می‌گردید. این دو نفر جراح هندی می‌توانستند عملیات‌های بسیط از قبیل سنگ مثانه، کسر کت و غیره را اجرا نمایند. حسین قلی خان که از پدر شکسته بندی کسور عظمی را فرا گرفته بود، تحت نظر این دو نفر هندی تجارب بیشتر را آموخت. همان بود که یک کورس ابتدائی جراحی تحت نظر حسین قلی‌خان افتتاح و و در همان زمان تعداد شاگردان این کورس به چهل نفر رسید.
در سال۱۲۹۰(۱۹۱۱) درمانگاه عام در کابل تأسیس گردید و توسط دکتران هندی و ترکیه‌ای بکار انداخته شد. علاوه بر درمانگاه ملکی یک شفاخانه کوچک نظامی نیز وجود داشت که در آن هندی‌ها کار می‌کردند. البته این شفاخانه‌ها در کابل بودند و حتی برای مردم دور و نزدیک، استفاده از آن میسر نبود. در اواخر سلطنت امیر حبیب‌الله یک طبیب هندی به نام علی جویا خان به افغانستان استخدام شد که در حقیقت طبیب دربار و مصروف معالجه خاندان سلطنتی و دولتمندان بود. در سال۱۳۰۲ زمان سلطنت امان‌الله خان، مرکزی به نام «مدیریت مستقل طبیه» در کابل تأسیس شد ولی به علت کمبود امکانات و نداشتن نیروهای لازم نتوانست توسعه یابد.
در عصر نادر شاه تغیرات چشمگیری در بخش بهداشتی رونما گردید اعمار شفاخانه علی‌آباد، سناتوریم رفقی و تأسیس دانشگاه طب کابل یکی از دست‌آوردهای مهم این دوره است. همچنان تأسیس مکتب طبی معاون دکتری، مکتب کمپودری (دارو ساز)، تأسیس مکتب پرستاری و استخدام دکتران متخصص از دولت دوست ترکیه را نیز می‌توان از انکشافات و اولین گام در راه احیای طبابت در افغانستان محاسبه کرد. شفاخانه علی‌آباد در دامنه کوه علی‌آباد با ۶۰۰ تختخوابی دارای بخش‌های داخله جراحی، سناتوریم، جلدی، چشم، عقلی عصبی، گوش و گلو، وانتانی در سال ۱۳۱۱ افتتاح گردید؛ و برای طبقه اناث درمانگاه مستورات (میوند امروزی) با شعبات مربوط آن تأسیس گردید که بعد از تأسیس دانشکده طب به حیث شفاخانه‌های تدریسی و به نام موسسات صحی دانشگاه طبی فعالیت می‌نمود. در سال ۱۳۱۱ فاکولته طب (دانشگاه طب کابل) تأسیس شد که در کنار آن مکتب عالی دواسازی نیز درهمین سال تأسیس گردید. این دانشگاه و مکتب عالی توسط ۱۷ نفر پروفسوران ترکی و یک استاد داخلی کیمیا به نام انور علی در دارالامان که به نام دارالفنون معروف بود، مصروف تدریس شدند، که از جمله ۱۷ نفر پروفسوران ترکی ۱۱ نفر آن استادان دواسازی و رشته کیمیا بودند. اولین دسته فارغان در سال ۱۳۱۷ به تعداد هشت نفر از فاکولته طب و دو نفر از مکتب دواسازی به جامعه تقدیم شد. تا سال ۱۳۴۲ که درمانگاه بزرگ دیگر در مرکز وجود نداشت شفاخانه‌های علی‌آباد و مستورات یگانه شفاخانه‌های ملکی بودند که تمام مریضان را می‌پذیرفتند. مریضان تراوماتولوژی و ارتوپدی مانند سایر مریضان در همین دو شفا خانه تداوی می‌گردید. استادان، متخصصان و دکتران زیادی در این شفاخانه‌ها تربیه و تقدیم جامعه گردیدند. در زمان نادر شاه شفاخانه میوند و مرکزی ساخته شد؛ ولی دکتران همه خارجی بودند. نهاد اصلی تعلم و تربیه طبابت در افغانستان دانشگاه طبی کابل می‌باشد. دانشگاه طب کابل درسال۱۳۱۱ برای اولین بار به عنوان اولین نهاد تحصیلات عالی کشور به سویه دانشکده به همکاری کشور ترکیه در شهر کابل تأسیس گردید که این همکاری الی سال ۱۳۲۴ادامه یافت. در ابتدا محل تدریس محصلان طب تعمیری واقع دارالامان انتخاب شده بود که بعداً به تعمیر لیسه حبیبیه (لیسه عایشه درانی فعلی) نقل مکان نمودند. پس از آن در محل که دانشکده شرعیات فعلی در آ ن جایگزین می‌باشد نقل مکان نمودند؛ که تعمیر اساسی و بنیادین فاکولته (دانشگاه) طب وقت بود. دکتر رفقی بیگ از کشور دوست ترکیه به حیث اولین رئیس این مؤسسه علمی استخدام و سپس پروفسور دکتور حسن رشاد بیگ به سمت رئیس فاکولته طب انتخاب شد؛ و به تعقیب آن پروفسور دکتر زاهدی بیگ این سمت را پیش بردند. پس از ترک‌ها الی سال ۱۳۳۴ فرانسوی‌ها افغانستان را در پیشبرد صحت عامه همکاری می‌نمودند. پس از سپری شدن دوره همکاری پروفسوران فرانسوی پروفسوران افغان توانایی پیشبرد امور دانشکده طب را پیدا کرده و پوهاند دکتور فقیرمحمد شفا که به حیث کفیل ریاست دانشکده طب مقرر شد، تا اینکه در سال ۱۳۳۵ پوهاند دکتور محمد عثمان انوری به عنوان اولین رئیس فاکولته طب انتخاب و اداره دانشگاه طب به دست افغان‌ها کاملاً انتقال یافت. درین دوره یک سلسله انکشافات و تحولاتی رونما شدکه گوشه آن فعالیت‌ها عبارتند از ترتیب لایحه تدریسی به انجام پذیرفت، بانک خون ایجاد شد، دانشکده طب نسوان تأسیس شد، دانشکده فارمسی تحت اداره دانشگاه طب به وجود آمد، پروفسوران بیشتر برای تدریس استخدام شدند. در سال ۱۳۵۹ هجری شمسی به نام انستیتیوت دولتی طب کابل ابوعلی ابن سینا که شامل سه دانشکده به دانشکده طب معالجوی، طب اطفال و ستوماتولوژی بود، ارتقاء نمود. در سال ۱۳۸۳ ه‍.ش با تکمیل معیارات لازم به دانشگاه طبی کابل ارتقاء کرد. فاکولته نرسنگ در سال ۱۳۸۵ ه‍.ش در چوکات دانشگاه طبی کابل ایجاد شد. در سال ۱۳۸۹ ه‍.ش دانشکده صحت عامه جا گزین دانشکده اطفال شد. دانشکده متمم صحی در سال ۱۳۹۱ ه‍.ش با در نظر داشت نیازهای مبرم کشور با ایجاد دپارتمنت‌های فارغ ده در چوکات دانشگاه تأسیس شد؛ که فعلاً دپارتمنت‌های تکنالوژی طبی و انستیزی محصل پذیرفته و فعال می‌باشد. دانشگاه طبی علوم کابل در دانشکده‌های چهارگانه خویش مجموعاً ۲۶۹۰ تن محصل دارد که۱۹۹۰ تن ذکور و۷۰۰تن اناث می‌باشند و۲۱۱ تن استاد دارد که ۱۸۹ تن ذکور و ۲۲ تن آن اناث می‌باشند.

## عرضه خدمات صحی
عرضه خدمات صحتی در افغانستان از گذشته‌های دور تا اکنون بدو شکل یعنی دولتی و شخصی می‌باشد. در بیمارستان‌های دولتی تمامی خدمات به شمول دوا غذا رایگان است. پس از سال ۲۰۰۱ علاوه بر کلینک‌های شخصی بیمارستان‌های بیشماری شخصی از طرف منسوبان صحت عامه تأسیس گردیده و فعالیت دارند. در شهرها همه امکانات مساعد بوده ولی در قریه جات عرضه خدمات خیلی ضعیف‌اند. در مناطق که طالبان تسلط دارند هیچ نوع خدمات صحی وجود ندارد. کنون در افغانستان عملیات‌های کمر، دماغ، قلب، کلیه، جگر و غیره صورت می‌گیرد. شفاخانه‌های غیردولتی به نسبت دولتی پیشرفت زیاد نموده و عملیات‌های موفق را اجرا می‌نمایند. به اساس گفته ثریا دلیل وزیر صحت عامه افغانستان یازده سال پیش، در هر ۲۷ دقیقه یک مادر جان خود را از دست می‌داد، اما در حال حاضر در هر دو ساعت، یک مادر جان خود را دست می‌دهد. از ده نوزاد در افغانستان یک نفر شان هنگام زایمان از بین می‌رود در حالی که این رقم یازده سال پیش، از هر سه نوزاد یک طفل بود. از هر یازده مادر افغان یکی آنان بر اثر عواملی حاملگی جان می‌دهد. این قضیه علت‌های زیاد دارد و معمولاً در محلات دور دست بوقوع می‌پیوندد. دلایل عمده آن عدم دسترسی به دکتر و دوا، فقر و موانع فرهنگی برای استفاده از مراقبت‌های صحی و عدم مراجعه به مراکز صحی در زمان زایمان از عوامل مرگ و میر مادران در کشور خوانده شده است. کنون برای هر ۱۰۰۰۰ افغان یک دکتر وجو دارد. ۲۵۰۰ پرستار قابله در کشور فعال اند که ۸۰۰ تن دیگر هم در حال آموزش هستند. در مجموع افغانستان به ۵۵۰۰ تا شش هزار پرستار قابله نیازمند است تا بتواند موفق به کاهش مرگ و میر مادران هنگام زایمان و بیماری‌های مرتبط با حاملگی شود.
بخش‌های صحی که در افغانستان بالای آن کار صورت گرفته است قرار ذیل‌اند.

### اورتو پدی یا استخوان‌شناسی
استخوان‌شناسی رشته از طبابت است که در مورد مطالعه و تداوی استخوان بحث می‌نماید. جراحی استخوان در افغانستان برای بار اول در زمان بوعلی سینا صورت می‌گرفت. گویند بوعلی سینا جراحی سر انسان را می‌نمود. قبل از سلطنت امیر حبیب‌الله کسر پا ودست تو سط شکسته بندها به صورت غیر فنی و سنتی تطبیق می‌گردید. در زمان امیر حبیب‌اله خان دو نفر دکتر هندی طی دایر نمودن چند کورس تدای کسر بدن را به تعدای از افغان‌ها فراه داد. در سال ۱۹۱۱ بیمارستان ملکی در کابل تأسیس گردید و توسط دکتران ترک بکار انداخته شد. هکذا یک بیمارستان کوچک نظامی نیز وجود داشت که در آن هندی‌ها کار می‌کردند؛ که این شفاخانه‌ها در کابل موقعیت داشتند. در عصر سلطنت نادر شاه اعمار بیمارستان‌های علی‌آباد، سناتوریم رفقی و تأسیس دانشکده طب یکی از دست‌آوردهای مهم این دوره است. همچنان تأسیس مکتب طبی معاون دکتری، مکتب کمپودری، تأسیس مکتب پرستاری و استخدام دکتران متخصص از دولت دوست ترکیه صورت گرفت. تا سال ۱۳۴۲ شفاخانه‌های علی‌آباد و مستورات یگانه شفاخانه‌های ملکی بودند که مریضان تراماتولوژی و ارتوپدی و سایر مریضان در همین دو بیمارستان تداوی میګردید. استادان متخصصان و دکتران زیادی در این بیمارستان‌ها تربیه و تقدیم جامعه ګردید. پوهاند مهرمحمد اعجازی در مورد گذشته ارتوپدی در شفاخانهٔ علی‌آباد و فاکولته طب کابل چنین نگاشته است.
در آن سال‌ها هیچ نوع تفکیکی در شعبات اختصاصی امروزی منجمله ارتوپدی موجود نبود و همه تحت عنوان جراحی فعالیت می‌نمودند. مریضان ارتوپدی و تراوماتولوژی در سرویس‌های جراحی شفاخانه علی‌آباد و مستورات توسط پرسنل جراحی که عموماً استادان دانشکده طب بودند تداوی میګردیدند، و سرویس جداګانه ارتوپدی وجود نداشت اما در سرویس‌های جراحی اتاق‌های اختصاص داده شده جهت تداوی مریضان ارتوپدی موجود بود.
حتی از یک تعداد شکسته بندهای با تجربه همان زمان که در پلاسترها و ارجاع بسته کسور کمک می‌نمود که می‌توان از ماما عزیزالله و یک تعداد دیگر که توسط مکتب ترک‌ها فن شکسته بندی را در همان سال آموختند نام برد
استادان دانشکده طب در آنزمان چون پوهاند کرام الدین کاکر، پوهاند حسینی، پوهاند لودین، دکتور عمر درمان، دکتور ایوب اکبر در بخش ارتوپدی بیشتر همکاری داشته و هم این بخش را تدریس می‌نمودند.
در مورد اینکه چه زمانی و به چه علتی دکتران برای یک دوره تخصصی دو ساله به ایتالیا فرستاده شدند، موصوف خاطرات خود را چنین بیان نمود: «در سال ۱۹۶۱ اعلیحضرت محمد ظاهر شاه در اثر حادثه کسر بند دست (که به گمان اغلب یک Colle’s Fructur بود) برداشت، وی را به علی‌آباد انتقال دادند و از پروفسور شاه آمریکایی که جراح عمومی بود و در شفاخانه ابن سینای همان وقت ایفای وظیفه می‌نمود دعوت نمودند تا در پروسه معالجوی وی اشتراک نماید. دکتر معالج در آنزمان پروفسور کرام الدین خان کاکر، (رئیس موسسات صحی دانشگاه) کسر دست شاه تحت نارکوز با ایتر ارجاع و پلاستر نمود. در رادیو گرافی کنترلی دیده شد که حالت بیجا شده گی تالی یا هم ارجاع ناموفق در محراق مکسوره موجود است، شاه ناخرسند از پروسه معالجوی خود جهت تداوی به کشور ایتالیا سفر نمود و توسط پروفسور معروف ارتوپدی ایتالیا پروفسور Skadettie معالجه گردید. بعد از عودت به وطن شاه از پروفسور مذکور دعوت نمود تا به افغانستان بیاید. نامبرده به افغانستان سفر نموده و دو نفر از دکتران جوان به نام دکتر احسان الله رشتیا و دکتر محمد عظیم سدوزی را جهت ترینگ به ایتالیا فرستاد. ایشان بعد از ختم دوره دو ساله ترینگ ارتوپدی دوباره به شفاخانه علی‌آباد آمده و یک بخش جداگانه را به نام سرویس ارتوپدی با دوازده بستر تأسیس نمودند. بعد از سقوط دولت شاهی، این پروسه بدون تکامل باقی ماند زیرا محمد عظیم سدوزی وفات نمود و دکتر احسان الله رشتیا به خارج از افغانستان سفر نمود، درین سال‌ها یعنی بعد از سقوط ظاهر خان و جمهوری داود خان دکتر محمد عمر درمان و دکتر محمد ایوب اکبر و پوهاند لودین تحت نظر پوهاند سید محمد حسینی، واقعات تروماتولوژی و امراض ارتوپدی را در علی‌آباد معالجه می‌نمودند. تا اینکه در سال ۱۳۴۳ بیمارستان وزیر اکبر خان افتتاح و بخش ارتوپدی نه چندان تکامل یافته آن به وزیر اکبر خان انتقال داده شد.

### داخله
خدمات داخله: درمان مریضان (غیر از جراحی قلب اعصاب) که ذریعه ادویه گردد به نام سرویس داخله می‌گویند.
این نوع طبابت در افغانستان خیلی معمول بوده دارای دکتران بیشتر اند. تقریباً تمامی درمانگاه‌های افغانستان دارای خدمات داخله می‌باشند. اشکال تداوی به سیستم غربی بوده تداوی چینی و طب سورنی وجود ندارد.

### جراحی
جراحی عبارت از عمل است که با دست اجرا می‌شود. طبابت ابتدا از جراحی شروع شده است. کنون جراحی یکی از بخش مهم طبابت می‌باشد. با پیشرفت فن آوری و و سایل مدرن جراحی خیلی دقیق شده و به اوج خود رسیده است. عمل جراحی در طبابت امروز در هر قسمت بدن انسان‌ها و حیوانات صورت می‌گیرد. کنون در افغانستان جراحی قلب شش مغز گرده و پلاستیک صورت می‌گیرد. اولین دکتر که عملیات قلب را اجرا نمود دکتر آدم درمل بود. در سال‌های ۱۳۶۸–۱۳۷۰ دکتران افغانی در قسمت جراحی استخوان حایز شهرت بودند. پس از سال ۱۳۷۲ همه به کشورهای خارج فرار نمودند. دکتر سورگل دکتر ترک دکتر اوپیانی و عسکریار از دکتران مشهور ارتوپدی بود.

### پیشینه جراحی در افغانستان
در سال‌های قبل از تأسیس درمانگاه‌های عصری عمل جراحی را سلمان‌ها با کارد تیز خود اجرا می‌نمودند که در جمله عملیات‌های جراحی بسیط کشیدن تومورهای سطحی شامل بود. علاوه از سلمان‌ها مردم با تجربه تداوی کسور و ارجاع خلع مفاصل را اجرا می‌نمودند، چنانچه تا حال ادامه دارد فعلاً نیز در اطراف دور و نزدیک تداوی کسور و ارجاع خلع را کسانی اجرا می‌نماید که صاحب مواشی مانند گوسفند و بز بوده در ارجاع کسور و خلع آن تجربه پیدا کرده و انسان‌ها را نیز تداوی می‌نمایند. غرض بیهوش کردن یا تسکین درد از دادن تریاک به مریض کار می‌گرفتند.
در قدیم برای توقف خون ریزی از فشار دادن جرحه، بلند قراردادن ناحیه، بستن ناحیه و پر ساختن جرحه توسط خاکستر کار می‌گرفتند. هم چنان در قدیم از انداختن روغن داغ در جرحه برای توقف خون ریزی استفاده می‌نمودند. فعلاً از عین عملیات در بعضی نقاط دور دست مملکت غرض توقف خون ریزی استفاده می‌شود و شکل عصری آن در شفاخانه‌ها Bovi می‌باشد.
در جمله طبیبان، طبیب و جراح مشهور شرق به نام ابو علی ابن سینایی بلخی در سال ۱۰۷۳–۹۸۰ بمیان آمد که تا حال نام وی در جهان زنده است.
ابن سینا علاوه از علوم طب در فلسفه و علوم طبیعی دست رسایی خوب داشت. در حدود یک صد رساله و کتاب به نام قانون طب تحریر کرده است و برای شش قرن در دانشگاه‌های اروپا تدریس می‌شد. برای ابطال حس از تریاک استفاده می‌کرد. موصوف بعد از برداشتن تومورها بستر آن را توسط آهن داغ و حرارت بلند به منظور توقف خون ریزی می سوختاند. از پوست حیوان‌ها کیتیر نرم می‌ساخت و عملیات‌های جراحی‌های سنگ کلیه را به خوبی اجرا می‌نمود. در اواخر قرن وسطی که آغاز تمدن مدرن است علم آناتومی رو به صحنه گذاشت. همین بود که سلطنت امیر حبیب‌الله خان دو نفر از دکتران هندی هر یک غلام نبی خان و غلام محمد خان به کابل استخدام شدند و مصروف خدمت طب به خاندان شاهی گردیدند. دو نفر موصوف عملیات‌های جراحی سنگ مثانه و عملیات‌های جراحی کترکت چشم را اجرا می‌نمودند. این دو نفر طبیب خواستند مردم دیگری نیز به مشوره خاندان شاهی از علم طبابت و بهره طبابت استفاده نمایند لذا تجارب خود را به حسین قلی خان که از پدر پدر وظیفه شکسته بندی داشت آموختاندند. حسین قلی خان کورس ابتدایی جراحی را مشتمل به ۴۰ نفر شاگرد افتتاح نمود.
امان‌الله شاه خان نیز به منظور خدمت به مردم در رشته طب خدمات شایان نمود. به این منظور طبیبان با تجربه را از آلمان – ترکیه و شوروی دعوت نمود. تا طرق تداوی هندی را که در افغانستان شروع شده بود به یک طب اروپایی تبدیل نماید. در جمله همین اطباء دو طبیب به اسم دکتر افقی بیک و دکتر فؤاد بیک شامل بودند. از آن‌ها خواست تا مکتب طبی را در کابل تأسیس نمایند. در سال ۱۳۱۱ هـ ش دردوره سلطنت محمد نادر خان دانشگاه طب کابل را تأسیس و تا حال ادامه دارد.
در سال ۱۳۱۷ هـ ش یک جراح ترک تحصیل یافته المان به کابل دعوت شد تا مصدر خدمت به مردم شود. با موصوف سه دکتر افغان تحصیل یافته طب کابل هر یک دکتر اسلم، دکتر میرغلام حسین و دکتر عظیم یکجا وظیفه اجرا می‌نمودند. در جمله یک نفر محصل افغانی صنف سوم دانشکده طب کابل به اسم کرام الدین خان «کاکر» و یک دکتر ترک به اسم فاروق بیک با اعضای قبلی اضافه شدند.
شعبات مختلف جراحی مانند جراحی عمومی، گوش و گلو و چشم که تا آن زمان در یک محل قرار داشتند از هم جدا ساختند و در سال ۱۳۲۰ هـ ش در سلطنت محمد ظاهر شاه، دکتر اکرام الدین خان کاکر از پوهنځی طب کابل فارغ و شامل پرسنل جراحی گردید و به حیث اولین دستیار افغانی در جراحی قرار گرفت؛ و در سال ۱۳۳۶ هـ ش به حیث اولین پروفسور جراحی قدم به صحنه گذاشت. به تعقیب آن چندین پروفسور افغانی هر یک پروفسور سید محمد خان حسینی، پروفسور عبدالرحیم خان لودین، پروفسور مهر محمد خان اعجازی، عبدالحمید خان رحیمی مشهور به مولانا و امثال شان برای خدمت به مردم عرض اندام کردند.
در سلطنت محمد ظاهر شاه دانشکده طب ننگرهار تأسیس گردید دانشکده موصوف به کمک امریکایی‌ها پیش برده می‌شد و اولین جراحان افغانی ما هر یک دکتر شیرزاد یعقوبی و دکتر عبدالرئوف احسان که فعلاً به حیث پروفسوران مملکت عزیز ما اند مصروف تدریس گردیدند.
در سال ۱۳۶۶ هـ ش دانشکده طب مزار شریف تأسیس گردید. درهمین سال در شفاخانه علی‌آباد به منظور پیش برد امور پراکتیکی محصلان دپارتمنت‌های ذیل تأسیس شد.
1. . دپارتمنت جراحی عمومی صنف سوم در سال ۱۳۵۹ هـ ش در جمهوریت روغتون تأسیس و شف دپارتمنت دکتر محمد نادر هادی دکتر علوم طب مقرر گردید.
2. . دپارتمنت جراحی عمومی صنف چهارم در شفاخانه علی‌آباد تأسیس و شف دپارتمنت پوهاند عبدالرحیم خان لودین مقرر گردید.
3. . دپارتمنت ارولوژی در شفاخانه علی‌آباد تأسیس و شف دپارتمنت پوهاند مهر محمد اعجازی مقرر گردید.
4. . دپارتمنت جراحی عمومی صنف پنجم در وزیر اکبر خان روغتون تأسیس گردید که شف دپارتمنت پوهاند محمد معروف لطیف مقرر گردید.
5. . دپارتمنت ارتوپدی و تراوماتولوژی در وزیر اکبر خان روغتون تأسیس و شف دپارتمنت دکتر شمس الرحمن توره کی مقرر گردید.

شعبات دیگر جراحی مانند نسایی ولادی در ملالی زیژنتون، چشم در مؤسسه نور و گوش و گلو در میوند روغتون تأسیس گردیدند. کنون در افغانستان به‌خصوص کابل فن جراحی پیش رفته وجود دارد.

### چشم
یکی از امراض که در بینائی مریضان خدشه وارد می‌نماید ویا بینائی خود را از دست می‌دهند امراض چشم است. امراض چشم یکی از مشکل‌های عمده صحت چشم در این کشور است. ارقام تخمینی سازمان صحی جهان و نماینده گی بین‌المللی وقایه از نابینایی نشاندهنده ۱٫۵–۲٪ شیوع نابینایی در افغانستان یعنی ۴۰۰۰۰۰بیش از افراد نابینا و تقریباً ۱٫۵ میلیون نفر مشوش قوه رویت است و به صورت اوسط سالانه تقریباً ۲۵۰۰۰ نفر در افغانستان دید یک چشم خود را از دست می‌دهند در صورتی‌که که تقریباً ۸۰ درصد این نابینایی‌ها قابل اجتناب (وقایه یا تداوی) می‌باشد؛ مطالعات نشان می‌دهد که شیوع نابینایی در نزد خانم‌ها بیشتر است نسبت به مردان و اکثریت افراد نابینا ساکنان مناطق روستایی اند که به سرویس‌های عرضه خدمات چشم دسترسی ندارند زیرا این سرویس‌ها در حال حاضر منحصر به شهرهای بزرگ کشور می‌باشد و توسط موسسات غیردولتی در بدل پول عرضه می‌گردد که درصدی زیادی از مردم توان پرداخت آن را ندارند و این باعث شده که تعداد زیادی از اهالی کشور از سبب امراض قابل علاج نابینا باشند.
اسباب عمده نابینایی را در کشور امراض Cataract یا پرده چشم (بیشتر از ۶۰٪ تمام واقعات) که می‌تواند از طریق روش ساده در مراکز صحی تحت عمل جراحی قرار گیرد، کدر شدن قرنیه (چه از سبب تراخم و چه از سبب فقدان ویتامین ای)؛ خطاهای انکساری چشم، Glaucoma یا سیاه آب و ضربات یا جراحات چشم تشکیل می‌دهد. مصارف کلی اقتصادی نابینایی در کشور بیشتر از ۱۰۰ میلیون دلار سالانه تخمین زده می‌شود؛ و حدود دو درصد مردم افغانستان در زمان حیات خود مبتلا به بیماری‌های چشم و نابینایی می‌شوند. پس از سال ۲۰۰۲ تا اکنون ۱۸۰۰ نفر در عملیات‌های چشم، بینایی خود را به دست آورده‌اند. بیمارستان چشم را در افغانستان به نام بیمارستان نور می‌نامند؛ که در دارالامان کابل موقعیت دارد. دولت افغانستان به منظور جلو گبری مجبور شده است تا تیم‌ها و کمپ‌های سیار تداوی چشم را ایجاد و به مناطق دور دست روانه دارد. تا اکنون ۲۷ کمپ را در ولایات ارسال داشته است که کمپ مذکور مریضان را تداوی یا عملیات و باقی را تجویز پوشیدن عینک نموده است.

### ستوماتولوژی (گوش گلو)
ستوماتولوژی یک علم تخصصی است که سلامت دهان و دندان را به عنوان عضوی مهم در سلامت جسم، روح، زیبایی و ادا کردن کلمات تأمین می‌کند. شعبات این رشته عبارتند از تداوی دندان، گوش گلو، بینی، جراحی پلاستیک روی می‌باشد. فعلاً درمانگاه اختصاصی این رشته درمانگاه میوند کابل و در ولایات و کلینک‌های دندان و جراحی پلاستیک می‌باشد. این رشته دارای دپارتمنت‌های ذیل می‌باشد.
1. . دپارتمنت گوش گلو و بینی
2. . و دپارتمنت جراحی پلاستیک و ریکنسترکتیف.

دپارتمنت‌های مختلفه ستوماتولوژی شامل:
1. . دپارتمنت اطفال ستوماتولوژی
2. . دپارتمنت جراحی ستوماتولوژی
3. . دپارتمنت ارتوپدی ستوماتولوژی
4. . دپارتمنت پیریدنتولوژی.

کنون در افغانستان طب دندان پیشرفت نموده است. آن عده دکتران که در خارج زندگی و دارای تحصیلات عالی بودند در داخل افغانستان به تداوی دندان پرداختند. کنون اکثر افغان‌های که در خارج بود وباش دارند غرض تداوی دندان‌های خود به افغانستان می‌روند تا طور ارزان تداوی نمایند. تا اکنون افغانستان مختص پوهنزی طب دندان ندارد.

### طب وقایه‌ای
طب وقایه‌ای یا پیشگیری پزشکی به معنی جلوگیری از بروز بیماری‌ها، کاهش پیامدهای شدیدتر بیماری و جلوگیری از بروز نقص عضو حاصله می‌باشد. وقایه دارای سه سطح اند وقایه اولیه (مانند تزریق واکسن، شستن دست‌ها قبل از بروز بیماری، بسته نمودن دهن و بینی در بیمارستان، نه نوشیدن آب کثیف وغیره) وقایه ثانویه (مانند مصرف داروها هنگام بروز بیماری) و ثالثیه (مانند فیزیوتراپی، بازیابی حصه ناتوان بدن و احیا دوباره بدن پس از بیماری) است. در افغانستان زیاده مردمان که غریب و ناتوان اند مقررات صحی را مراعات نمی‌نمایند بدین لحاظ زیاده مردم غریب مریض شده و تلف می‌شوند. وزرات صحت عامه افغانستان طی ۴۳ سال اخیر واکسن‌های امراض خطرناک و کشنده را طور رایگان تزریق می‌نماید. تبلیغ و ترویج بهداشت صحت همه روزه از طریق رسانه‌های جمعی به نشر می‌رسانند تا مردم جلوگیری از مصاب شدن به امراض را خود وقایه نمایند. وزارت صحت افغانستان در چوکات دولتی معاون دارد که به نام معینت وقایه‌ای یاد می‌گردد. معنیت مذکور وظیفه تهیه و تزریق واکسن‌ها را برای حیوانات و انسان‌ها دارد.

### امراض روانی و تکالیف عصبی
افغانستان کشوریست که بیشترین افراد این جامعه را امراض روانی تهدید می‌کند سالانه هزاران تن از اثر مصاب شدن یا مصاب بودن به این امراض مشکلات شدید به خود، فامیل و جامعه به بارآورده و بعضاً در نهایت سبب مرگ بسیاری از آن‌ها و افراد سالم جامعه می‌گردد. این امراض ناشی از جنگ‌های ۳۳ ساله، ارث، مواد مخدر، بیکاری وبی امنیتی، غربت و ناداری، تفاوت حقوق بین مرد وزن، زندگی تحت فشار و خشونتها، عدم صمیمیت در میان فامیل‌ها و غیره مسایل می‌باشد. تعدادی زیادی افغان‌ها پس از افتادن راکت بم و غیره مواد انفلاقیه از زبان و هوش می‌ماند. یا پس از دست دادن عزیزان خود به تکالیف اعصاب وروانی مبتلا می‌گردد. کنون زیادترین مریضان روانی را زنان و دختران جوان تشکیل می‌دهند.
امراض روانی شامل امراض ذیل است
1. Anxiety اضطراب
2. Depression افسردگی
3. Schizophrenia جنون جوانی
4. Maniac شیدایی
5. Psychosis (جنون) و دیوانگی
6. Bipolar Disorder اختلال دو قطبی
7. Seizure تشنج
8. Neurosisاختلالات عصبی
9. Soma to Formاختلات عصبی و روانی که توأم با اختلالات فیزیکی است.
10. Panic Attack حملات ترس

اختلالات ناشی از امراض روانی
1. Stroke سکته مغزی
2. C.V.A مرگ حجرات مغزی
3. T.I.A حملات اسکیمی گذری یا نرسیدن اکسیژن به صورت موقتی
4. Epilepsy میرگی
5. Coma اغما

این حوادث زیاده در مردان جوان افغان دیده می‌شود.
در افغانستان علاوه بر شفاخانه‌ها و کلینیک‌های شخصی شفاخانه روانی دولتی وجود دارد. این درمانگاه واقع ساحه علی‌آباد کابل موقعیت دارد.

### قلب و شش
در افغانستان بخش قلب وشش را به نام صدری نیز می‌نامند. به اساس ارتباط نزدیک که بین شش و قلب وجود دارد این بخش به نام صدری فعالیت دارند. کنون کلینیک‌های شخصی زیادی وجود دارد که درمان امراض قلبی را می‌نمایند. شفاخانه دولتی که تداوی امراض قلبی را اجرا می‌دارند عبارتند از شفاخانه صدری ابن سینا و انستیتیوت طبی فرانسه است. در شفاخانه صدری ابن سینا عمداً به نسبت عدم تجهیزات مدرن تعداد مرگ میر زیاد است؛ ولی گاه گاهی عملیات‌ها نتیجه مثبت را نیز می‌دهد. درین اواخر شرکت مختلط دولتی و قاسمی گروپ در صدد ایجاد «انستیتیوت ملی امراض قلبی» می‌باشند. این انستیتیوت می‌تواند مشکلات زیادی افغان‌ها را حل کند.

### یورو لوژی یا امراض بولی و تناسلی

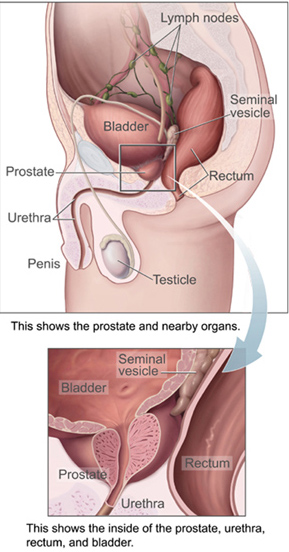
غده‌های پروستات در وجود مردان

یورو لوژی عبارت است از مطالعه تشخیص و تداوی سیستم ادار و تناسلی می‌باشد. مبتلا شدگان امراض بولی و تناسلی در افغانستان زیاد می‌باشد. کنون واقعه تولید سنگ گرده در ۹۴درصد اطفال کمتر از یکسال و در ۷۳درصد اطفال بین سنین۱–۵ ساله دیده شده است. زیاده علت آن قلت ویتامین‌ها و کمبود شیر می‌باشد. زیاده مردم افغانستان در زمستان غرض گرم نگاه داشتن از صندلی استفاده می‌نمایند. اکثراً اطفال در شب برای چندین بار ادرار می‌نمایند. بعضاً لحاف از بدن اطفال دور شده از همین سن تکالیف بولی و تناسلی را پیدا می‌نمایند. بعضاً اطفال که خصیه‌هایش الی زایمان پائین نیامده در نیمه راه می‌ماندند. مردم تصور می‌نمودند که اطفال شان بدون خصیه یا عقیم (ایزک) است یا آن را از بین می‌بردند یا بدور می‌انداختند. کنون تداوی این کمبود معالجه می‌شوند. یکی از تکالیف شدید گرده ناشی از تکالیف گلو است. اکثراً اطفال غریب به امراض گلو مبتلا می‌شوند که بعضاً این مرض ناشی از سترپتوکاکس است. زیاده این اطفال نزد دکتر مراجعه ننموده به امراض روماتیسم قلبی ویا تکالیف گرده مبتلا می‌شوند که تقریباً هیچ تداوی ندارد. این‌گونه اطفال تمامی عمر را برنج سپری می‌نمایند. تکالیف پروستاد یکی از امراض بزرگ سالان است که ناشی از همان عدم توجه مادر در سن کوچکی می‌باشد. عملیات پروستاد از قدیم در افغانستان مروج بوده اکثراً نتیجه مثبت داده مریضان تا اخیر عمر زنده باقی مانده است. در بسا حالات پروستاد مریضان مبتلا به سرطان پروستاد را بیرون می‌کشند. غدوات پروستاد موجب باز شدن و بسته شدن ادرار، انرهال شدن، و رابطه با باز شدن و بسته شدن معقد دارد.

### بیماری‌های پروستات
سه گونه بیماری، غده پروستات را مبتلا می‌کند که هرسه گونه آن در افغانستان مروج است. دو نوع آن‌ها غیر وخیم و غالباً زندگی فرد را به مخاطره نمی‌اندازند و یک نوع آن وخیم است. بیماری‌های پروستات ممکن با هم اشتباه شوند، چون بسیاری از نشانه‌های آن‌ها شبعه هم است.
این سه بیماری عبارتند از:
1. پروستاتیت (التهاب پروستات) که بیشتر به وسیله یک عفونت میکروبی ایجاد می‌شود.
2. هایپرپلازی خوش‌خیم پروستات (BPH) یا بزرگی خوش‌خیم پروستات که بزرگی غیر سرطانی غده پروستات و یکی از شایعترین اشکال بیماری پروستات است که تقریباً در نیمی از مردان بالای پنجاه سال دیده می‌شود.
3. سرطان پروستات یک بیماری بالقوه شدید است، زیرا خطرناک می‌باشد.

نشانه‌های انسدادی معمولاً زودتر خودشان را نشان می‌دهند و عبارتند از: تکرر ادرار، احتباس ادرار، کاهش قطر و فشار جریان ادرار و قطره قطره شدن انتهای ادرار. در واقع این علائم ناشی از تورم پروستات‌اند. در معاینهٔ بالینی تورم پروستات با TR قابل بررسی است. سونوگرافی به شناسایی بیماری کمک می‌کند.
درمان این مشکل به نوع بیماری، عامل و شدت آن بستگی دارد. به هر حال در مراحل اولیه درمان دارویی و در مراحل بالاتر با جراحی با لیزر و مراحل پیشرفتهٔ جراحی باید جلوی بیماری را گرفت.

## ورم پروستات
ورم یا التهاب پروستات که پروستاتیت نامیده می‌شود اغلب ناشی از علل عفونی و ملوث شدن با مکروب‌ها است. علت بروز این بیماری را می‌توان در نزدیکی با زنان مختلف و همچنین جلوگیری از خروج منی هنگام انزال اشاره کرد.

### هیپوسپادیاس

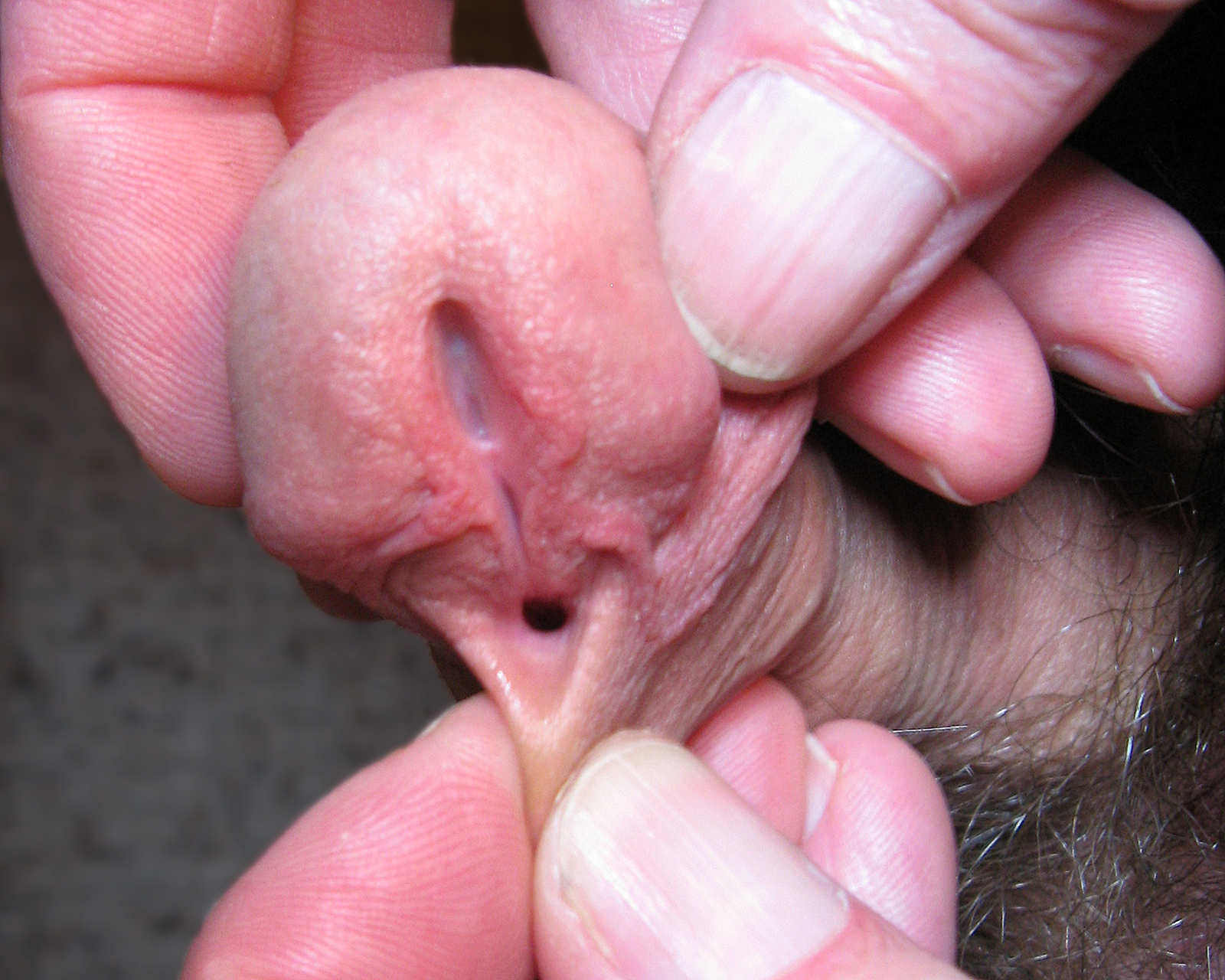
نوع هیپوسپادیاس

هیپوسپادیاس یک از نوع امراض است که نل ادار در قسمت زیرین غار ادرار ظهور می‌کند و این عمل در یک بر ۳۵۰ زایمان دیده می‌شود؛ که کنون تداوی خوب دارد.

## امراض جلدی

مریضی پیس در شمال افغانستان زیاده دیده می‌شوند.

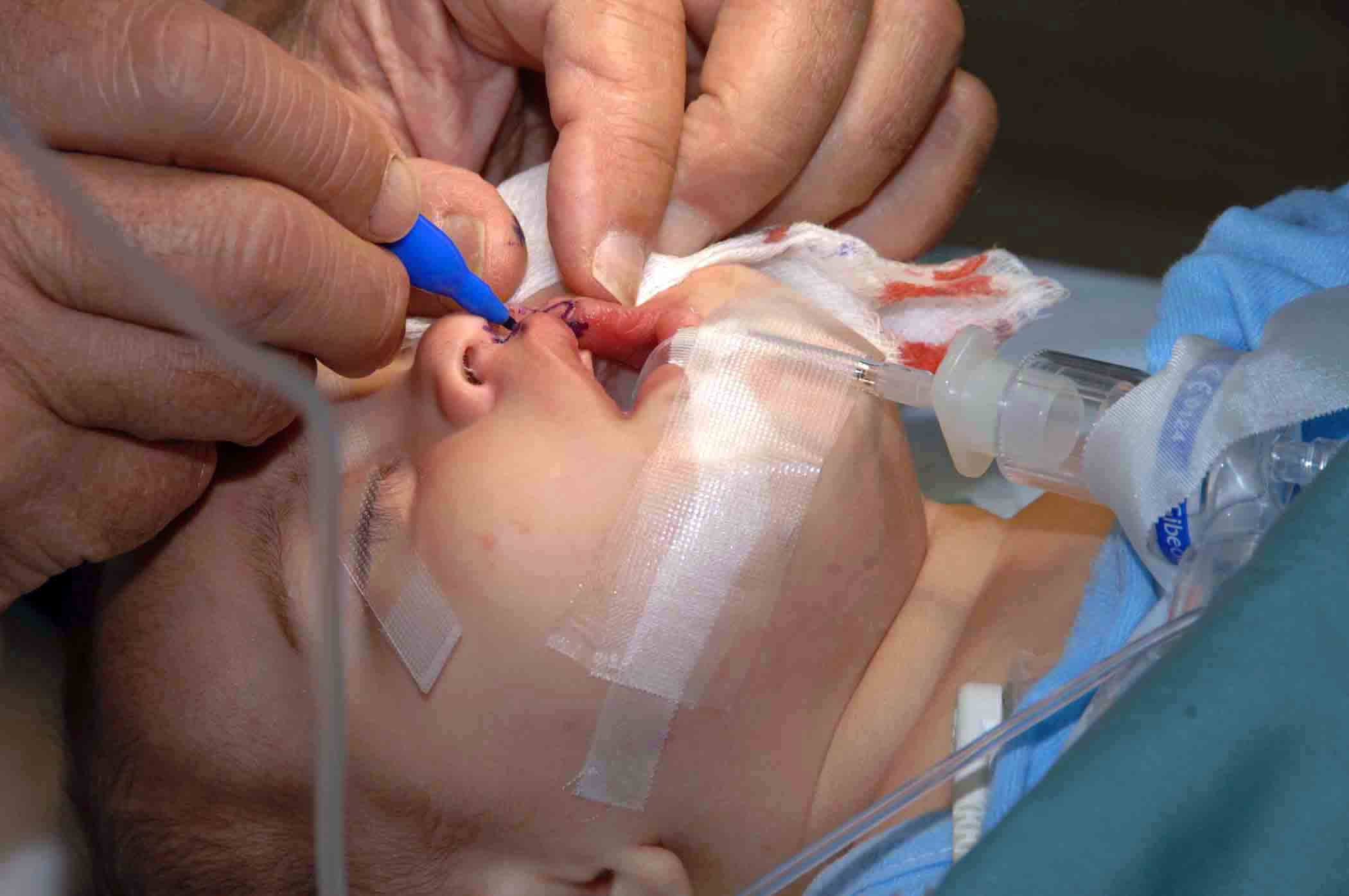
عملیات لب جیرق کنون نیز معمول شده است

امراض جلدی نوع امراض است که جلد را مصاب می‌سازد. بعضی از امراض جلدی در تمام افغانستان معمول بوده و بعضی آن‌ها صرف منطقه‌ای می‌باشد. امراض جلدی معمول درین کشور عبارتند از جوانی دانه، لکه روی، اکزیما، پسوریازس، ریزش مو، پیس، آب چیچک، سالدانه، سبوسک، جوانی دانه، بخار، حساسیت جلدی یا پت، بوی بد بدن، خال خدایی، شکستن ناخن، پیری جلد، زخ‌های جلدی، سرخی روی و بدن، پسوریازیس یا سرخی خارش جلد، هما لکه دار، جذام، آفتاب گرفتگی و غیره می‌باشد. بعض از امراض جلدی مانند آب چیچک (قولطه) کلی سر پیس وسال دانه موقف اجتماعی مبتلا شدگان را تنزیل می‌دهد. در ولایت‌های گرمسیر شمال افغانستان پیسی نام بد داشته مردم از مبتلایان دوری می‌کنند. مردم تصور می‌نمایند که پیسی ناشی از ادرار نمودن چلپاسه بالای جلد بدن می‌باشد. و امراض که در بالا ذکر گردیده است اکثر نفوس این کشوررا در طول عمر مبتلا می‌نماید. اکنون شفاخانه دولتی به نام میوند و شفاخانه‌های شخصی به نام روز، آروین، غزنه سیتی، امید کارا و زیتون مریضان جلدی را تداوی می‌نمایند.

بیمارستان میوند در کابل، تنها بیمارستان دولتی است که عمل جراحی پلاستیک را رایگان انجام می‌دهد، اما در این بیمارستان بیشتر سوختگی، لکه‌های ناشی از سال دانه و سرطان پوست را جراحی می‌کند. در این بیمارستان ماهانه ۱۲۰ تا ۱۵۰ جراحی پلاستیک انجام می‌شود. سابقه جراحی پلاستیک در افغانستان به بیش از بیست سال می‌رسد. نخستین بار جراحی پلاستیک در افغانستان در اواخر سال ۱۳۶۸ خورشیدی انجام شد.

کنون زیاده جوانان غرض کاشت مو، تداوی جراحات جنگی، چیدن خال‌های پوست، خورد ساختن بینی برداشتن چین‌های شکم و کنار چشم به دکتران و شفاخانه‌های خصوصی مراجعه می‌کنند. متخصصان مشهور جلد پس از سال ۱۳۶۸ مرحوم دکتر بشیر عالمی دکتر هوتکی دکتر نجیب اله نجیب، داوتر عبدالوکیل پروانی، دکتر فریدون ابوی، داکتر نادر نادری داکتر عارف عابد، داکتر عارف شهرام، داکتر باور، داکتر عبدالوهاب درویش، داکتر سید طارق سادات، داکتر عبدالواحد صفا، داکتر ناهید و داکتر امین‌الله همکار می‌باشند.
طی ده سال گذشته پیشرفت‌های شایانی در بخش جلدی زیبایی و جراحی پلاستیک و زیبایی در افغانستان ایجاد گردیده و بیشترین امراض جلدی در شفاخانه‌های شخصی و دولتی در افغانستان تداوی می‌گردند و کمترین آمار سفرهای صحی به بخش جلدی ارتباط می‌گیرد.
درین اواخر گال یا آسکبیس در مناطق شمال افغانستان شیوع وسیع پیدا کرده است که‌مرض پرازیتی ساری جلد و از یک شخص به شخص دیگر انتقال میابد.

## تشخیص و تداوی مریضان در افغانستان

### آزمایشگاه
افغانستان الی سال ۱۳۶۷دارای دو آزمایشگاه جداگانه بود یکی آزمایشگاه صحت عامه در تعمیر وزارت صحت عامه و دیگری آزمایشگاه مرکزی طبی که بعدها به نام انستیتیوت ملی آزمایشگاه‌های طبی (مسُول عرضهٔ خدمات
کلینیکی آزمایشگاهی) مسمی گردیده بود. آزمایشگاه ملی صحت عامه که تاقبل از سال ۱۳۸۱ به نام انستیتوت ملی آزمایشگاه‌های طبی یاد می‌شد درجریان جنگ‌های داخلی تقریباً تخریب و به صورت غیرفعال درآمد.
این آزمایشگاه در سال‌های اخیر به نام آزمایشگاه‌های ملی صحت عامه وظایف مشخص را چون خدمات ریسرچ، رفرنس، سرویلانس به اساس آزمایشگاه و بالاخره تشخیص تمام امراض مهم از نظر اپیدیمولوژی در چوکات انستیتوت ملی صحت عامه درآمد و لابراتوارهای شفاخانه‌ها برای عرضه خدمات کلینیکی توظیف گردیدند. این آزمایشگاه‌ها به تدریج دارای دست‌آوردها بوده و شعبات جدیدی را ایجاد نموده و در حال انکشاف می‌باشد. کنون علاوه بر آزمایشگاه‌های دولتی آزمایشگاه‌های شخصی وجود دارد که مشتری زیاد دارند.

### رادیولوژی

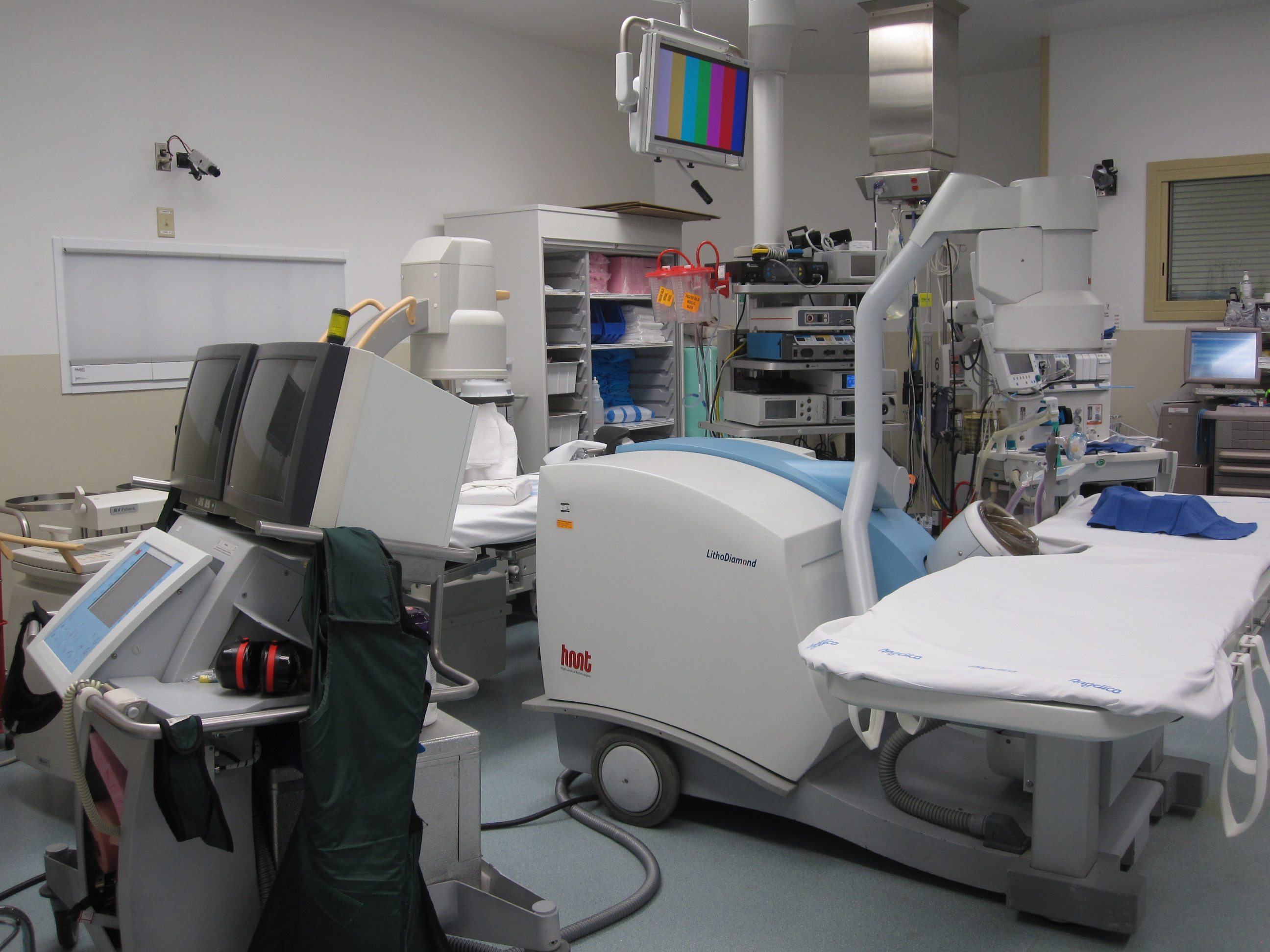
ماشین ایسویل ESWL غرض شکستاندن سنگ کلیه‌ها

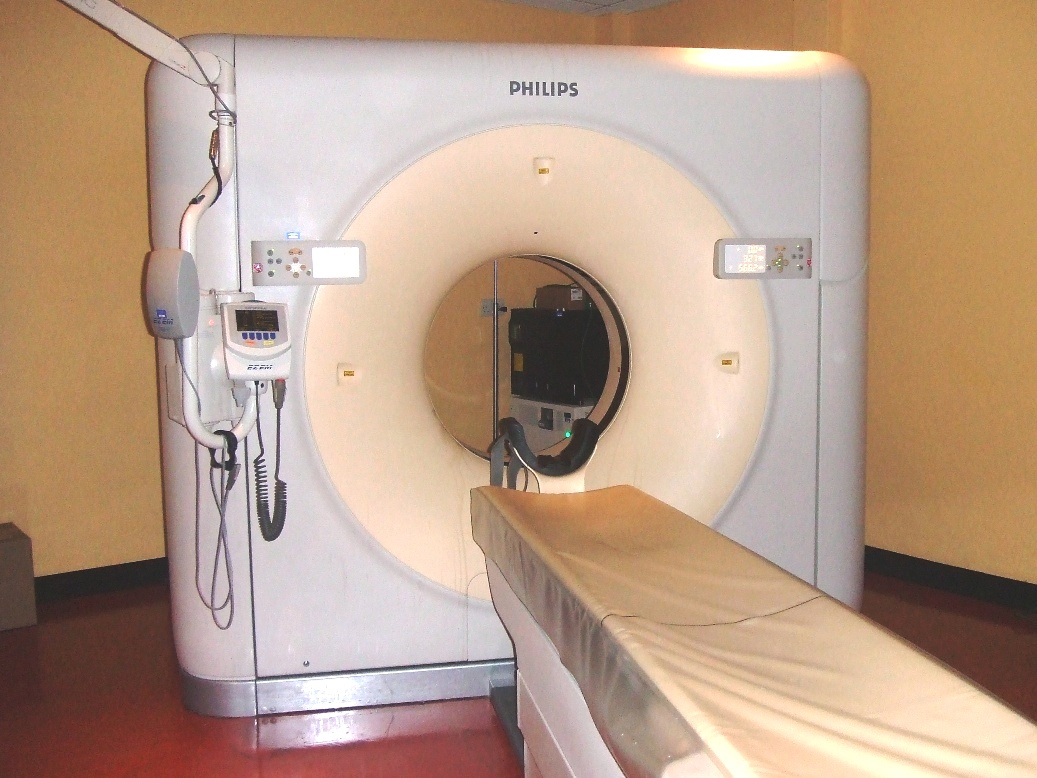
ماشین سی تی اسکنر که در تشخیص امراض داخل بدن کمک می‌کند

رادیو لوجی. علم استفاده از شعاع است. می‌توان گفت یک تست ویا تجسس تشخیصی است که به وسیله تاباندن اشعه x به ناحیهٔ مورد نظر بدن بیمار روی یک فیلم اجرا می‌شود؛ که در اثر آن اشعه ایکس در نشان دادن امراض و تداوی امراض داخل بدن کمک می‌کند. کنون علاوه بر رادیو لوژی سنو گرافی و تداوی اشعه لایزر اختراع گردیده است؛ که در تشخیص و تداوی داخل بدن انسان کمک می‌کند. تداوی مریضان سرطان توسط شعاع ایکس در سال‌های ۱۳۵۰ در شفاخانه‌های افغانستان آغاز گردید. کنون در شهر کابل تجیهزات طبی از قبیل سی تی اسکنر و لوازم سونو گرافی Extracorporeal shock wave lithotripsy (ESWL) و غیره وارد شده است. این لوازم در تشخیص و تداوی امراض کمک می‌نماید. با وجود وارد شدن چنین وسایل مدرن یک تعداد از مریضان به هندوستان جهت تداوی سفر می‌نمایند.

## طبیبان و دایه‌های خانگی
در شهرها یک تعداد اشخاص مجرب اند که معالجه را توسط گیاه‌های طبیعی و اسباب ساده و بسیط می‌نمایند؛ که به نام طبیب گفته می‌شوند. طبیبان از سیتم تداوی یونانی قدیم و هندی قدیم کار می‌گیرند. این افراد دارای مشتری و مریضان زیاد اند که ذیلاً رشته وار تشریح می‌گردد.
1. طبیب: شخص است که معالجه داخله را توسط دوا می‌نماید.
2. شکسته بندان: معمولاً اشخاص مجرب اند که شکستگی دست وپا را معالجه می‌نمایند.
3. سلمان: جراحی ختنه سوری را اجرا می‌نمایند.
4. عطاران: کسان است که دوا را ساخته و به مردم عرضه می‌کنند.
5. پنسار: ادویه جات گیاهی را بفروش می‌رسانند.
6. حمامی: اشخاص مجرب اند که ماساژ می‌نمایند.
7. دایه خانگی: زنان مجرب اند که در ولادت خانم‌ها را کمک می‌نمایند. این زن‌ها بعضاً گلون بالا کردن و خراسک را با زمچ پخته معالجه می‌نمایند.
8. دندان ساز: افراد مجرب است که طور میراثی فن دندان‌سازی را می‌دانند و دندان می‌سازند.
9. گوش شو: درین اواخر افراد در کنار سرک نشسته توسط پیچکاری بزرک کوش‌ها را شستشو می‌نمایند.
10. جادوگران: کسانی هستند که امراض روانی را تدوای می‌نمایند.
11. ملا هان: ملاهان توسط خواندن آیتها قران کریم مریضان را معالجه می‌نمایند.
12. خون گیران: زنان بلوچی اند؛ که معالجه فشار بلند خون و شکر را توسط خون گرفتن می‌نمایند. این زنان توسط خزنده به نام جوک نیز خون مریضاب مصاب به شکر و فشار بلند خون را کم می‌نمایند.
13. قداقگران: اشخاص مجرب از یک خانواده است که توسط ماساژ دادن سر وروی و خواندن دعا از داخل بدن مریض چرک چروک را به بیرون می‌کشند. تعداد این افراد به ۲–۳ نفر در تمامی افغانستان می‌رسد. از گوش‌ها و بینی مریضان پس از نیم ساعت ماساژ و خواندن دعا مخصوص چرک‌ها استوانه شکل به بیرون می‌ریزد. طول این لوله‌ها به اندازه یک الی یکنیم سانتی بوده حدود ۵–۱۰ لوله از یک سوراخ به بیرون می‌ریزد؛ که عجیب‌ترین تدوای در شمال افغانستان می‌باشد.

## محلات عرضه صحی
افغانستان یک کشور در حال توسعه است بدین منظور تفاوت فاحش بین شهرها وروستاها وجود دارد. در شهرها دکتران مجرب و شفاخانه‌های که سرویس جراحی دارد وجود دارد ولی در ولسوالی‌ها معمولاً کلینک‌های دولتی و شخصی وجود دارد ولی عملیات‌های جراحی امکانات کم دارد. در شهر کابل شفاخانه‌های هر بخش یعنی اطفال، چشم، صدری، توبر کلوز و غیره وجود دارد؛ ولی در ولایات در هر شفاخانه چندین سرویس یعنی داخله جراحی، صدری و غیره وجود دارد. هکذا به همین منوال شفاخانه‌های شخصی وجوددارد. مهم‌ترین درمانگاه کابل عبارتنداز
- شفاخانه چهارصد بستر داود خان که به نام آکادمی علمی اردو نیز یاد می‌شود. در هر بخش دکتران دارد
- شفاخانه میوند ستواماتولوژی و جرحی پلاستیک
- شفاخانه نور برای تداوی چشم
- شفاخانه جمهوریت داخله و جراحی وانتانی
- شفاخانه علی‌آباد یا آکادمی علوم طب، جراحی داخله و عقلی عصبی
- شفاخانه ابن سینا صدری وریه وی
- شفاخانه تربر کلوز
- کلینک دندان مرکزی

علاوه بر این شفاخانه‌های شخصی در هر بخش وجود داشته درین اواخر نسبت به شفاخانه‌های دولتی خیل‌ها پیشرفته شده‌اند.

## پولیو
مرضی است که اطفال را مصاب ساخته در نتیجه یک عضو بدن را فلج می‌نماید. در افغانستان این مرض تقریباً در حال نابودی است. اطفال که در مناطق تحت تسلط طالبان قرار دارند امکان مصاب شدن وجود دارد.

## سرخکان
سرخکان یک مریضی ویروسی بوده می‌تواند هرکی را مصاب کند. این مرض زیاده در مواقع هوای سرد بروز می‌نماید. زیاده اطفال بین سن ۳–۵ ساله مصاب به این مرض می‌شوند. این مرض سالانه حدود ۳۰–۳۵ اطفال ضیف و ناتوان را در کام مرگ می‌کشاند. با وجودی که وزارت صحت عامه افغانستان تلاش جدی را در مورد نموده است؛ ولی در بسا قریه جات دور دست هنوزهم امکان ازبین رفتن اطفال وجود دارد. مرض سرخکان دارای واکسن ودوای معالج می‌باشد. وزارت صحت عامه همه ساله این واکسن را در خدمت مردم قرار می‌دهد.

## روماتیسم آرتریت روماتوئید (به انگلیسی: Rheumatoid arthritis)
یکی از امراض حاد در افغانستان می‌باشد. این مرض در روستاهای که خانه گلی و خامه دارند بیشتر می‌باشد. در کهن سالان و زنان بیشتر دیده می‌شود. روماتیسم می‌تواند به‌شکل حاد ویا مزمن بروز نماید. این مرض زیاده در مفصل‌ها جای می‌گیرد. اعراض و علایم این مرض تورم و درد مفاصل بوده و عامل این مرض می‌تواند یک ویروس یا استریوسکوپ باشد. این بیماری بیشتر از ۲۸۴ نوع مختلف داشته که بعضی شان خوب کنترل می‌گردند، بعضی شان توسط دوا صحت یاب نمی‌شود. تعداد از این مرض خطرناک هم‌اند. یکی از جمله انواع این بیماری که در اثر رطوبت زیاد هوا دچار افراد می‌گردد و مفاصل شان را تغیر شکل می‌دهد به نام روماتیسم حاد مفصلی یاد می‌شود. عامل روماتیسم حاد مفصلی ویروس بوده با بروز تب و درد مفاصل ظاهر گردیده و تا چندین ماه طول می‌کشد. این مرض در جریان ۵ تا ۱۵ سالگی بروز کرده و تا چندین سال امکان بازگشت آن وجود دارد بنابرین یک عارضه ایست که خود به تغیر شکل مفصل‌ها می‌پردازد ولی انواع دیگر این مرض نیز هستند که خصوصیات فوق را ندارند اما کارهای دیگر را می‌کنند مثلاً بیماری روماتیسم قلبی (Heart Rheumatoid) روماتیسم است که در آن دریچه‌های قلب توسط تب روماتیسمی آسیب می‌بیند این عارضه بین سنین ۲ تا ۵۲ سالگی اتفاق می‌افتد و این افراد کسانی هستند که عفونت در گلوی شان، حلق یا ریه‌شان به دلیل داشتن مکروب استریوسکوپ (Streptococcal) مبتلا می‌گردد. اگر معالجه درست نشوند مکروب در بدن باقی‌مانده و ترشحات را ایجاد می‌کند که به تدریج بالای قلب، گرده‌ها یا بالای هردوی آن‌ها اثر خراب می‌کند. نوع این مرض که در اثر کار زیاد، بارداری زیاد زنان، و رطوبت زیاد پیدا می‌شود که در افغانستان زیاده دیده می‌شود. در زمستان و بهار در محلات که مردم صندلی غرض گرم کردن بدن استفاده می‌نمایند. وقوع این مرض و درد این مرض ازدیاد می‌یابد. آفتاب و رطوبت خشک از درد و موجودیت این مرض می‌کاهد. در هوای گرم مرطوب شدت درد این مرض زیاد می‌شود.

## چیچک
یکی از امراض ویروسی است که در سراسر افغانستان وجود دارد. مریضی چیچک حالت بسیار خفیف ولی خیلی ساری می‌باشد که ناشی از ویروس که سبب بخار خارش دار می‌شود، بمیان می‌آید. این مرض دارای واکسن و وقایه می‌باشد. در بعضی افراد که مصاب به چیچک می‌باشند پس از جور شدن داغ‌های چیچک تا اخیر عمر در روی و بدن او باقی می‌ماند که به نام چیچکی یا قولطه یاد می‌شوند. چیچک اکثراً در اطفال زیر سنین ۱۰ سال معمول بوده، با آن هم افراد دارای سنین مختلف می‌تواند به آن مصاب گردد. مصاب شدن به چیچک اکثراً در فصل‌های بهار و زمستان به‌خصوص بین ماه‌های مارس و می اتفاق می‌افتد. چیچک اکثراً طی دو هفته خود بخود مداوا می‌شود.

## مالاریا
مالاریا یک مرض کشنده است که سالانه هزاران افغان به این مرض مبتلا می‌گردد. این مرض یک مشکل عمده صحی را درین کشور تشکیل داده است. زیاده مبتلا شدگان این مرز اطفال زیر سن ۵ سالگی می‌باشد.. تخمیناً ۲۲٬۶ میلیون نفر در کشور در مناطق اندیمیک این مرض زنده گی می‌کنند که به خطر مصاب شدن مالاریا مواجه‌اند. در سال ۲۰۱۲ از سراسر افغانستان بیشتر از ۳۹۱ هزار واقعه مالاریا گزارش داده شده است. افغانستان از جمله ممالک اندیمیک (واگیر) مالاریا بوده که به اساس گزارش منتشره سال ۲۰۱۱ سازمان صحی جهان این کشور از نظر وقوعات مالاریا سومین کشور در سطح حوزه شرق مدیترانه می‌باشد که وقوعات مرض مالاریا در افغانستان بیشتر در مناطقی دیده می‌شود که از نظر جغرافیایی ارتفاع آن دو هزار متر از سطح بحر بلندتر و هوای آن گرم و مرطوب باشد. ولایات ننگرهار، کنر، لغمان، بغلان، کندز، تخار، بدخشان، بلخ، فاریاب، بادغیس، هرات، هلمند، قندهار و خوست بیشتر به خطر مالاریا مواجه‌اند. در چند سال جنگ‌های داخلی کنترل این مرض از دست رفته بود که تعدا د مرگ ومیر را خیلی زیاد نموده بود. کنون وزارت صحت عامه پرو گرام‌های وقایه‌ای و معالجوی را درپیش گرفته است که تا حدود زیاد مرگ میر کاهش یافته است.

## لشمانیا
لیشمانیا یا سال دانه بیماری است که از گزیدن پشه‌های خاکی که در درس‌های دیوارها زندگی می‌کنند به انسان‌ها سرایت می‌کند. لشمانیاز می‌تواند توسط موش صحرایی و سگ انتقال یابد. این مرض در شهرها به‌خصوص در کابل هرات مزارشریف هلمند وقندهار زیاده وجود دارد. در سال ۲۰۱۲ میلادی بیشتر از ۳۰۰ هزار واقع مالاریا در تمام افغانستان گزارش شده است. وزارت صحت افغانستان از کاهش ۱۹ درصد واقعه مالاریا نسبت به سال ۲۰۱۲ سخن می‌زنند. این وقایع نسبت به سال ۲۰۰۲، ۳۸ درصد کاهش یافته است. این مرض در سال ۱۳۵۷ به کلی نابود شده بود پس از درگیری جنگ‌های داخلی دوباره ازدیاد یافت. در زمان طالبان دوباره سراسر کشور را پوشانید.

## بیماری سل در افغانستان
سِل یا توبر کلوز «Mycobacterium tuberculosis» یک بیماری وسیع است. باسیل این بیماری میکرباکتریوم توبرکلوزیس یا «باسیل کخ» نام دارد زیرا که در سال ۱۸۸۲ (میلادی) پروفسور رابرت کخ دانشمند آلمانی آن را کشف کرد. نوعی از این بیماری که به سل گاوی موسوم است، میان انسان و چهارپایان مشترک است؛ که به نام بروسلوز یاد می‌شود.
این بیماری در کشورهای جهان سوم از معضلات بزرگ صحی می‌باشد. مرض سل یا سل یا (تی‌بی) یکی از بیماری‌های مهلک در جهان است که عامل آن مایکوباکتریوم‌ها یا به‌طور دقیقتر میکوباکتریوم‌های سلی است. در بیماری سل معمولاً شش‌ها مورد حمله قرار می‌گیرند، از اینکه باکتریا سل شکل استوانه ئی مانند تیوپ دارد و هم می‌تواند بدن خود را برای سال‌ها داخل تیوپ زنده نگهدارد به نام تیوبر کلوز یاد می‌شود. افغانستان در ردیف ۲۲ کشوری قرار دارد که بالاترین میزان واقعات سل را در جهان دارا بوده و سل یکی از مشکل‌های عمده صحت عامه کشور محسوب می‌شود. طبق آخرین تخمین سازمان صحی جهان سالانه در حدود ۱۸۹ واقعه جدید سل در هر صدهزار نفوس یعنی ۶۱٬۰۰۰ واقعه جدید در سال در این کشور بروز می‌نماید. حدود ۳۹ نفر در هر صدهزار نفوس یعنی ۱۳٬۰۰۰ نفر در سال، جان‌شان را به لیل ابتلا به این مرض از دست می‌دهند. قابل ذکر است که ۶۷درصد واقعات جدید بلغم مثبت ریوی و ۶۲درصد تمام واقعات سل را که در جریان سال ۲۰۱۲ به مراکز صحی مراجعه کرده‌اند، زنان تشکیل می‌دهند.
پروگرام ملی کنترل سل افغانستان (NTP) در سال ۱۹۵۴ توسط وزارت صحت عامه به همکاری تکنیکی و مالی سازمان صحی جهان (WHO) تأسیس گردید. جنگ‌های تحمیلی و نابسامانی‌های چند دهه اخیر، منجر به تخریب و تضعیف مداوم سیستم صحت عامه از جمله پروگرام ملی کنترل سل شد. تا این‌که در سال ۱۹۹۷ وزارت صحت عامه با همکاری سازمان صحی جهان و موسسات همکار، استراتژی کوتاه‌مدت تداوی تحت نظارت مستقیم (DOTS) را در کشور معرفی و در سال ۲۰۰۲ هم‌زمان با روی کار آمدن دولت انتقالی عملاً همت به تطبیق این استراتژی گماشتند. در آغاز سال ۲۰۰۳ اولین پلان استراتژیکی ملی کنترل سل به‌مدت سه سال (۲۰۰۳–۲۰۰۵) ساخته شده و اهداف، ۷۰درصد کشف واقعات جدید سل فعال و ۸۵درصد میزان موفقیت تداوی توسط وزارت صحت عامه به‌عنوان اهداف ملی این پروگرام تعیین گردید. بعداً پروگرام ملی کنترل سل پلان استراتژیک ملی خویش را برای پنج سال (۲۰۰۶–۲۰۱۰) تدوین نموده و در سال ۲۰۰۸ این پلان استراتژیک را در مطابقت با پلان انکشافی هزاره (MDG) و استراتژی همکاران توقف سل (Stop TB Partnership) به‌مدت پنج سال دیگر یعنی تا سال ۲۰۱۳ تجدید و تمدید کردند. اخیراً پلان استراتژیک ملی برای پنج سال آینده (۲۰۱۳–۲۰۱۷) مجدداً تدوین و تصویب گردیده است.
جمعیتی از کشور که به عرضه خدمات کنترل سل دسترسی دارند به‌طور ثابت افزایش یافته، طوری‌که عرضه خدمات در این بخش از ۱۴درصد در سال ۲۰۰۱ به ۹۷درصد در سال ۲۰۱۲ ارتقاء یافته است. تعداد مراکز صحی که خدمات کنترل مرض سل را ارائه می‌نمایند، از ۱۰ مرکز در سال ۲۰۰۱ به ۱٬۱۹۷ مرکز در سال ۲۰۱۲ افزایش را نشان می‌دهد.
کشف واقعات سل در سال ۲۰۱۲ مجموعاً ۲۹٬۴۰۰ واقعه بوده که عمدتاً از طریق توسعه پوشش عرضه خدمات کنترل سل در سیستم خدمات صحی اساسی به‌دست آمده است. با وجود آن‌که پروگرام ملی کنترل سل در سال ۲۰۱۲ با چالش‌های فروان روبه‌رو بود، اما بالاترین میزان کشف واقعات سل را از سال ۲۰۰۱ تا ۲۰۱۲ داشته، که خود گویای تعهد و تلاش کارکنان پروگرام ملی کنترل سل و سیستم عرضه خدمات صحی اساسی، افزایش آگاهی عامه، سهم‌گیری جامعه، فعالیت‌های همکاران توقف سل، انجمن مریضان سل، انجمن داکتران سل و امراض ریوی و سکتور خصوصی می‌باشد. میزان وقوع سل فعال در دوران سنین باروری (۱۵–۴۴) بارزتر است. به‌طور مثال ۶۴درصد واقعات سل بلغم مثبت جدید در این محدوده سنی قرار داشته که ۷۰٫۵درصد آن را زنان تشکیل می‌دهند. فاصله کم بین ولادت‌ها، ولادت‌های متعدد، ازدواج قبل از وقت، سوءتغذیه، عوامل محیطی و فرهنگی در ابتلای زنان به سل فعال دخیل هستند. پروگرام ملی کنترل سل به‌خاطر دریافت عوامل و دلایل مربوط به بلند بودن واقعات ثبت شده سل در نزد زنان، با همکاری سازمان صحی جهان، تحقیقی را به راه انداخته است، که نتایج آن در آینده نزدیک اعلام خواهد شد.
پروگرام ملی کنترل سل با حمایت همکارانش برنامه تشخیص و تداوی مریضان مبتلا به سل مقاوم (MDR TB) را از ماه جون ۲۰۱۱ به راه انداخته که تا امروز ۷۲ واقعه مقاوم تشخیص و تحت تداوی قرار گرفته است.
در طول ۱۲ سال اخیر (از سال ۲۰۰۱ تا سال ۲۰۱۲) مجموعاً «۲۷۱٬۷۷۵ واقعه سل تشخیص و تحت تداوی با نظارت مستقیم (DOTS) قرار گرفته‌اند.»
افغانستان میزان بلند موفقیت تداوی سل را بعد از معرفی استراتژی تداوی کوتاه‌مدت تحت نظارت مستقیم (DOTS) دارا می‌باشد، چنانچه ۹۱درصد در سال ۲۰۱۱ موفقیت تداوی گزارش شده است. فعالیت‌های برنامه ملی کنترل سل با کمک مالی صندوق جهانی جهت مبارزه علیه ایدز، سل و مالاریا (GFATM)، اداره انکشافی بین‌المللی ایالات متحده آمریکا (USAID) از طریق TB CARE I، اداره همکاری‌های بین‌المللی جاپان (JICA)، دولت ایتالیا (IC)، دولت کانادا (CIDA), Global Drug Facility (GDF)، پروگرام غذایی جهان (WFP) و کمک تکنیکی سازمان صحی جهان (WHO) تطبیق شده است. یکی از بخش‌های قوی پروگرام ملی کنترل سل مدغم ساختن فعالیت‌های پروگرام در سطح عرضه خدمات صحی اساسی از طریق دخیل ساختن موسسات تطبیق‌کننده BPHS وEPHS می‌باشد. ضمناً همکاران توقف سل (Stop TB Partnership)، دخیل ساختن سکتور خصوصی و داتس شهری (PPM & Urban DOTS)، انجمن سل و امراض ریوی (ATLDS) و انجمن مریضان شفا یافته سل (APA) در جهت آگاهی‌دهی عامه، ارجاع واقعات مشکوک سل، تشخیص به موقع و تداوی مریضان سل با پروگرام ملی کنترل سل تشریک مساعی در خور توجه داشته‌اند.

## سیاه صرفه
سیاه‌سُرفه بیماری باکتریال است که به علّت حملات شدید سرفه می‌تواند منجر به کبودی گردد.
پیش از رواج واکسیناسیون بیش از ۹۳ درصد موارد بیماری در کودکان زیر ده سال اتفاق می‌افتاد. انتقال بیماری از طریق ذرات تنفسی است. این بیماری می‌تواند منجر به مرگ بیمار گردد. عامل بیماری سیاه صرفه یا بوردتلا پرتوزیس (Bordetella pertussis) یک کوکوباسیل گرم منفی بسیار مسری است و منحصراً در انسان ایجاد بیماری می‌نماید. علائم بیماری شامل سه مرحله زکام، مرحله حمله‌ای و مرحله نقاهت یا شفا یابی است. در مرحله زکام علائم غیر اختصاصی شبیه به سرماخوردگی است. بعد از یک تا دو هفته سرفه‌هایی که به دنبال آن‌ها صدای شدید دمی شنیده می‌شود. حملات سرفه‌ها می‌تواند شدید باشد و همراه با کبودی بعد از سرفه و استفراغ باشند. تظاهرات سیاه‌سرفه در شیرخواران کوچک‌تر از شش ماه ممکن است به صورت سرفه‌های شدید به هر مدت، اشکال در غذا خوردن، قطع تنفس یا کندی ضربان قلب بدون حملات سرفه باشد. در افغانستان واقعات سیاه صرفه در وجود اطفال زیاده دیده می‌شود. کنون تعدادی زیادی اطفال که در مناطق دور دست ویا بی امن زندگی دارند. واکسن ناشده‌اند. بروز واقعات درین مناطق بیشتر می‌باشد. در مناطق سرد افغانستان مانند بدخشان نورستان بامیان دای کندی غورات واقعات سیاه سرفه در زمستان زیاد بوده بعضاً باعث مرگ اطفال می‌شوند.

## اسما
بیماری مزمن التهابی راه‌های هوایی است. افراد مبتلا به این بیماری دچار حملات یا دوره‌های شدیدی می‌شوند که ناشی از واکنش حساسیتی و برونکواسپاسم قابل برگشت و انسداد مجاری تنفسی است. این حملات زمانی بروز می‌کنند که مجرا تنفسی در ریه‌ها در اثر عوامل خاص محیط زیستی دچار بیش‌فعالی شده و سپس ملتهب و مسدود می‌شوند. علایم مداوم این بیماری ممکن است شامل تنگی نفس، احساس فشار روی سینه، خلط و سرفه باشد. زیاده مبتلا شدگان این مریضی کودکان و کهن سالان می‌باشد. در مراحل پیشرفته مریضی لوله‌های تنفسی مسدود شده مریض به صرفه نمودن آغاز می‌نماید سپس به زمین ما افتد. این مریضی تدوای موقت و دایمی دارد.

## اسهالسینه پهلو
اسهال و سینه پهلو از بیماری‌های شایع در میان کودکان در افغانستان است که سالانه حدود ۶۰ درصد مرگ میر اطفال کمتر از سن ۵ سال را دربردارد. بسیاری اطفال اولاً اسهال می‌شوند بعداً در کمبود انرژی به سینه پهلو مبتلا شده می‌میرند. واقعات سینه پهلو در سرما افزایش می‌یابد؛ این مریضی با سرفه و تب شدید همراه بوده، شُش‌ها التهابی شده و اکسیژن را به‌طور درست اخذ کرده نمی‌تواند. به اساس گزارش‌های رسمی سطح مرگ و میر کودکان در حال حاضر از هر شش کودک یک کودک پیش از رسیدن به پنج سالگی می‌میرد. برای نخستین بار واکسن بیماری‌های اسهال و سینه پهلو در سال ۲۰۱۲ میلادی در افغانستان تطبیق خواهد شد و این برنامه در چهار سال آینده در این کشور عملی خواهد شد. اجرای واکسن ضد اسهال کودکان مرگ و میر ناشی از اسهالات را تا ۴۵ درصد کاهش خواهد داد. کنون هشت نوع واکسن، از جمله واکسن‌های ضد بیماری‌های فلج کودکان، سرخکان (سرخک)، دیفتری و سیاه سرفه در سراسر کشور به صورت کمپین سراسری تطبیق (اجرا) می‌شود. طی سال گذشته تنها در شفاخانه صحت طفل (ایندیرا گاندی) در کابل، ۲۴هزار طفل بستر شده بود، که ۲۸۰۰ تن آن‌ها تلف شدند. اکنون اسهال، سینه پهلو و مالاریا کشنده‌ترین امراض محسوب می‌شوند.

## سوی تغذی

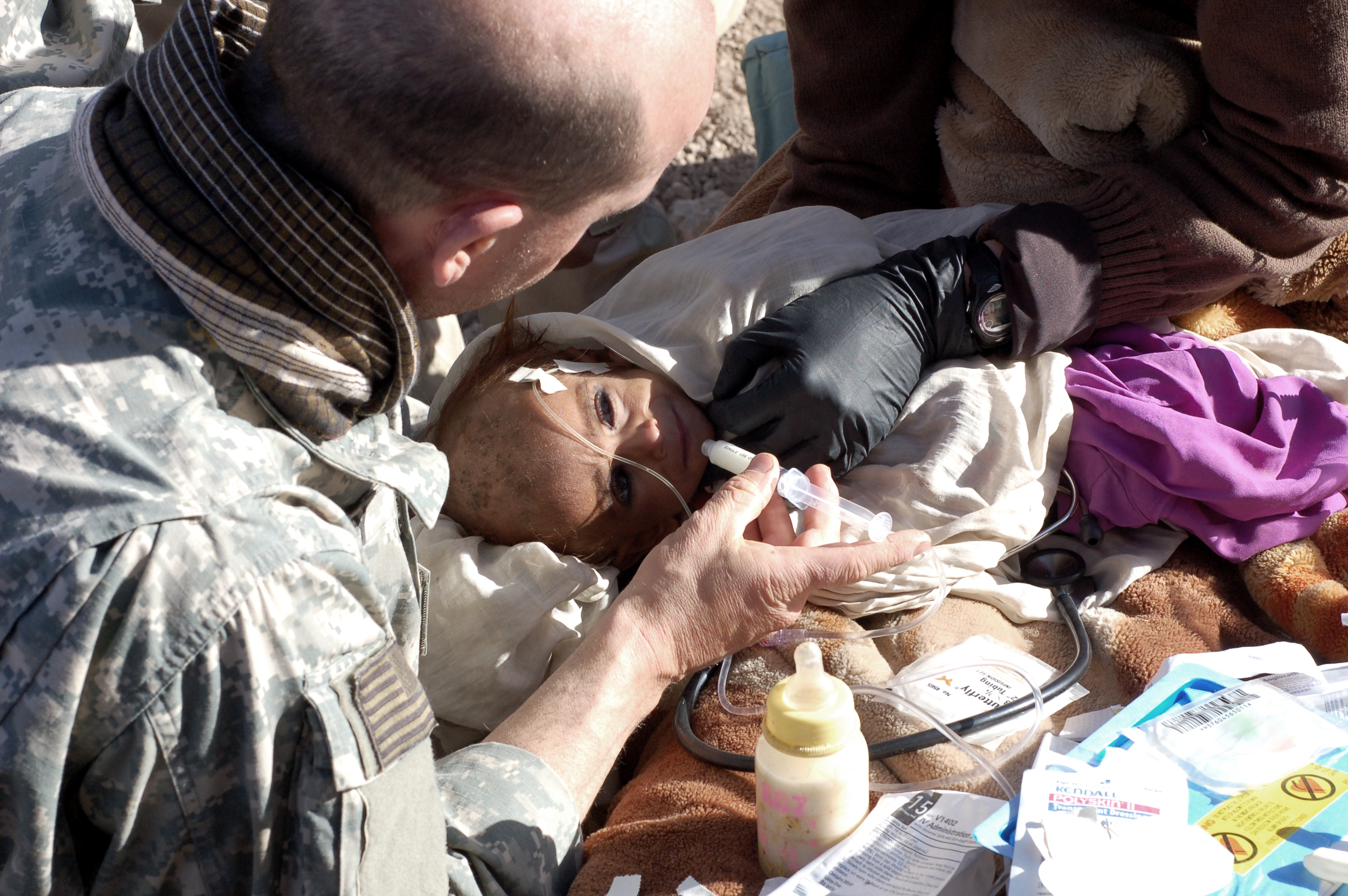
پسرک افغان در حالت سو تغذیه

سو تغذی عبارتند است از کمبود موادغذایی مورد نیاز برای سلامت و رشد بدن را گویند. عدم مصونیت غذایی در ساحات روستایی افغانستان که تقریباً ۸۰ درصد جمعیت کشور را تشکیل می‌دهند، برجسته بوده و ۵۴ درصد از اطفال کشور دچار سوء تغذیه مزمن می‌باشند.
”براساس گزارش که طبق سروی خطر و آسیب‌پذیری صورت گرفته، سوء تغذیه مزمن میان اطفال افغانستان یکی از بلندترین میزان در سطح جهان تلقی می‌گردد. بر اساس یک مطالعهٔ که از طرف اداره مرکزی احصاییه و دفتر یونیسف ملل متحد صورت گرفته، به‌طور عموم از هر پنج طفل یک طفل در مناطق آرام افغانستان و در مناطق نا آرام از هر سه طفل یک طفل به سوی تغذیه مواجه می‌باشند. حدود ۵۴ درصد اطفال زیر سن ۵ سال در افغانستان به دلیل دچار بودن به سوء تغذیه مزمن از رشد بازمانده‌اند، ۳۴ درصد اطفال با مشکل کم وزنی مواجه بوده و تقریباً ۷۲ درصد اطفال زیر سن ۵ سال از کمبود مواد مغذی کوچک از قبیل آهن و آیودین رنج می‌برند. ”نتایج تغذیه ضعیف، ارتباط دارد با وضعیت فقر و مصونیت غذایی در کشور داشته و بیش از ۲۹ درصد جمعیت افغانستان نمی‌توانند کالری مورد نیاز بدن خویش را کسب نماید.
شماری از نهادهای حقوق بشری از نحوه مصرف کمک‌های ملکی انتقاد کرده و گفته‌اند که استفاده از کمک‌های ملکی در کنار برنامه‌های نظامی موثریت نخواهد داشت. به عنوان بخشی از استراتژی مبارزه با شورشگری، در ده سال گذشته بخش وسیعی از کمک‌های خارجی خصوصاً در عرصه بازسازی به ولایت‌های ناآرام اختصاص یافته است. بر بنیاد آمارهایی که از سوی وزارت صحت عامه افغانستان و اداره یونیسف ارائه شده است درصد سوء تغذیه در کشورهای جنوب آسیا به ترتیب قدکوتاهی و کم وزنی چنین است: افغانستان ۵۹ درصد و ۳۹ درصد، بنگلادش ۴۳ درصد و ۴۱ درصد، هند ۴۸ درصد و ۴۳ درصد، نپال ۴۱ درصد و ۲۷ درصد، پاکستان ۴۲ درصد و ۳۸ درصد، سریلانکا ۱۸ درصد و ۲۲ درصد.

## آب
آب ماده حیاتی است که یک انسان روز چندین بار به نوشیدن آن نیاز دارد. این ماده نیک اگر آلوده شود جان هزاران انسان را می‌گیرد. انواع باکتریا و قارچها در آب نمو سریع داشته با نوشیدن آن انسان را مصاب می‌کند. امراض کشنده چون اسهال، کولرا و بسیاری از مرگ و میرهای اطفال، از آب غیر صحی می‌باشد. ۶۰ درصد مبتلا شدگان به امراض مختلف از آبهای کثیف و آلوده می‌باشد. درسال ۳۰۰۰ نفر از آبهای کثیف جانهای خودرا از دست می‌دهند. زیاده‌ترین مرگ ومیر از آبهای آلوده اطفال‌اند. اکنون در حدود ۳۰ درصد از مردم در شهرها و ۲۰ درصد در دهات افغانستان به آب آشامیدنی صحی دسترسی دارند. ۳۳٫۷ درصد مردم در سراسر افغانستان از منابع آبهای سر باز استفاده می‌کنند."

## سبزیجات
سبزیجات ناپاک و آلوده نیز یکی از کشنده‌ترین غذا است که افغان‌ها را مصاب می‌نماید. در افغانستان معمولاً سبزیجات ناشسته فروخته می‌شود. سبزیجات ناشسته منبع انتقال دهنده زیاد امراض کشنده می‌باشد. سبزیجات معمولاً خام خورده می‌شود بدین لحاظ مردم را به زودی مصاب می‌نماید. عمده‌ترین سبزی که باعث انتقال امراض می‌شود کاهو کندنه کرم خیار ملی سرخک و گشنیز می‌باشد.

## جنگ
جنگ بدنام‌ترین فعالیت بشری است. در افغانستان از مدت ۳۳ سال به این طرف جنگ جریان داشته کنون سالانه حدود ۲۰۰۰–۳۰۰۰ افغان را به کام مرگ می‌کشاند. و تعداد اوسط زخمی شدگان در سال به ۷۰۰۰ نفر می‌رسد. در جنگ معمولاً مردان می‌میرند که آن‌ها نفقه دهنده فامیل خود می‌باشند. تعداد هم معلول و معیوب گردیده و از اجرا نمودن کار حاجز می‌گردند. جنگ نا امنی را بار آورده کشور از ترقی و معارف عقب می‌ماند. جنگ افغانستان به نسبت نداشتن همسایه‌های نیک تا اکنون ادامه داشته و به کشورهای همسایه و منطقه سرایت نموده است.

### معلولان و معیوبان
کنون در افغانستان به تعداد ۲میلون زخم برداشته شده و به تعداد ۸۰۰۰۰۰ معلول و معیوب وجود دارد. تعداد معلولان که دست‌ها و چشم سالم دارند از طریق وزارت شهدا و معلولان بکار گماشته می‌شوند. تعداد که حاجز از کاراند. وزارت کار، امور اجتماعی، شهدا و معلولان ماهانه تنها توانایی پرداخت معاش برای ۸۰ هزار معیوبان جنگی را دارند. این یک مشکل بزرگ می‌باشد. هکذا تعداد معلولان و معیبوبین که در مناطق تحت تسلط طالبان قرار دارند از هیچ نوع کمک بر خودار نیستند. و اکثراً گدا می‌باشند. درین اواخر دولت افغانستان انستیتیوت معلولان را بنا نمود تا از این طریق بتواند معلولان و معیوبان را کمک یشتر نمایند.
Editor of the following paragraphs is Yalda Shaheer.
آمارهای کمیسیون مستقل حقوق‌بشر افغانستان نشان می‌دهند که افراد دارای معلولیت در حدود ۱۴درصد کُل جمعیت افغانستان را تشکیل می‌دهند.
بربنیاد این آمارها، در ۱۴ سال گذشته شمار افراد دارای معلولیت ۱۱درصد افزایش یافته است.
بررسی کمیسیون حقوق‌بشر نشان می‌دهد که هم‌اکنون چهار میلیون و ۴۷۵هزار و ۸۰۰ فرد دارای معلولیت در افغانستان زندگی می‌کنند که عامل اصلی معلول شدن آن‌ها جنگ‌ها در کشور است.
شهرزاد اکبر، رئیس کمیسیون مستقل حقوق‌بشر امروز در نشستی در کابل، از طرف‌های درگیر جنگ خواست که تا به خشونت‌ها در کشور پایان دهند و نگذارند بیشتر از این مردم کشور قربانی یا هم معلول شوند.
بانو شهرزاد در این باره اظهار داشت: «در افغانستان تعداد افراد دارای معلولیت متأسفانه در حال افزایش است. منازعه، جنگ باعث این می‌شود که ما متأسفانه تعداد بیشتر کودکان و افراد بزرگ دارای معلولیت داشته باشیم.»
کمیسیون مستقل حقوق‌بشر در این بررسی با یک هزار و پنج صدو چهار تن در بیست و دو ولایت گفت‌وگو کرده است.
در همین حال، شماری از افرادی‌که در رویدادهای گونه‌گون معلول شده‌اند، می‌گویند که در جامعه با تبعیض و برخوردهای تحقیرآمیز روبه‌رو استند.
ضیاالرحمن، یکی از افراد دارای معلولیت در کابل گفت: «مردم‌هایی پیدا می‌شود که با معلولان درست برخورد نمی‌کنند و طعنه می‌دهند. توقع ما این است که با ما برخورد خوب شود تا روحیه خود را در زندگی از دست ندهیم.»
بربنیاد یافته‌های کمیسیون مستقل حقوق‌بشر، دسترسی نداشتن به آموزش، عدم دسترسی به‌خدمات بهداشتی و محروم بودن از حقوق معلولیت چالش‌های کلان در برابر افراد دارای معلولیت در کشور استند.
۳۰ سال از زمانی که کمیته بین‌المللی صلیب سرخ برنامه توانبخشی فیزیکی خود را در افغانستان راه اندازی کرد می‌گذرد. امروزه هفت مرکز تخصصی تناسب اندام توسط این سازمان اداره می‌شود که نیازهای تقریباً ۱۷۸۰۰۰ شهروند معلول را برآورده می‌کند. علیرغم این واقعیت که آنها در طول زندگی خود به توانبخشی فیزیکی نیاز خواهند داشت و مراقبت در این کشور جنگ زده دشوار خواهد بود، تعداد بیشماری از افغان‌ها جرئت پیدا می‌کنند تا دوباره روی پای خود بایستند و رؤیای آینده ای بهتر را در سر بپرورانند.

## معتاد
جنگ‌های ۳۳ ساله افغانستان با خود امراض شدید روانی را داشته که بعضی ازین مریضان اعتیاد به مواد مخدر گردیده‌اند. بیکاری فقر گرسنگی بی خانمان شدن از دست دادن اعضای فامیل تهدید و ترس همه وهمه باعث ازدیاد امراض روانی گردیده است. این امراض بعضاً باعث خود کشی انتقام سو قصد می‌گردد. زیاده مریضان پس از یک حادثه از زبان می‌مانند. در ثور سال ۱۳۸۷ وزارت صحت عامه دولت افغانستان چنین ابراز کرد که ۶۶ درصد افغان‌ها از افسردگی یا نوعی از اختلال روانی رنج می‌برند، بیماری روانی و سوءاستفاده دوا، اضطراری‌ترین مشکل صحی است که کشور با آن مواجه است.. طبق سروی ملی صحت در سال ۱۳۸۱ در مورد اعضای ۱۵ ساله و بالاتر خانواده‌ها نشان داد که ۷۸ درصد پاسخگویان نشانه‌های اضطراب، حدود ۷۰ درصد نشانه‌های افسردگی و حدود ۴۲ درصد نشانه‌های اختلال فشار روانی پس از یک حادثه از خود بروز داده‌اند. این سروی همچنین نشان داد که طی ده سال اخیر، ۶۲ درصد افراد حداقل چهار مورد از این واقعات تکان دهنده را تجربه کرده‌اند. علاوه بر مشکل فقدان معلومات در مورد اختلالات روانی و بررسی آنها، با وجود ناامنی مداوم، خشونت، بی‌پناهی اجتماعی و بی بضاعتی، در افغانستان کاملاً واضح گردانیده است که حل این مشکلات مزمن در آینده نزدیک مشکل بنظر می‌رسد.

## ایدس
مرض ایدز (به انگلیس Human Indefeceincy Virus که مخفف و ایچ. آی. وی (H I V): یک نوع ویروس است که از طرق مختلف وارد دوران خون شده و در سلو ل‌ها ی بدن جا می‌گیرد سا ل‌ها میما ند و آهسته آهسته سیستم دفا عی بدن را ضعیف میسا زد و در یک و قت انسا ن به چند نوع بیما ری‌های مختلف ګرفتا ر شده تا اینکه انسان از ضعف و ناتوانی می‌میرد.
عوا مل بیشمار برای انتقا ل این ویروس از یک جسم بجسم دیگر وجود دارد که علت اصلی ان تعامل جنسی میا ن مرد و زن و مرد با مرد نیز ثبت شده است. کسا نی که به کشورهای تا یلند - ویتنام - چین - هند -تاجیکستان - ازبکستان ن - ترکیه و مما لک غرب سفر می‌کنند امکان مبتلا شدن به این مرض زیاد است. ایدز با عث بیمار ی خطرناک می‌شود اجتنا ب - دوری از مبتلا شدگان ن‌ها یت ضروری است. در افغانستان قبل ا ز سال ۱۳۷۲ وجود نداشت. پس از سال ۱۳۷۲ شماری که در پاکستان و کشورهای خارج زندگی می‌نمودند به افغانستان وارد نمودند کنون حدود۶۳۶ واقعه دیده شده است. امکان وقوع چهل حادثه ایدز در سال می‌باشد. کنون در افغانستان چندین مرکز تداوی برای بیماران ایدز موجود است. اولین مرکز تداوی مرض ایدز در سال ۲۰۰۹ در شهر کابل آغاز به کار کرده است که قابلیت تداوی ۴۰ مریض را در یک سال دارد.
بر اساس نظرسنجی دفتر مبارزه با مواد مخدر و جرم سازمان ملل، دو میلیون نفر از مردم افغانستان، به مواد مخدر اعتیاد دارند که ۳۰ هزار نفر از این تعداد، معتاد تزریقی هستند لذا نگرانی عمده این است که با گسترش شمار معتادان تزریقی که از سوزن‌های مشترک استفاده می‌کنند، ویروس اچ آی وی نیز گسترش می‌یابد. تاکنون در اجرای برنامه ملی کنترل بیماری ایدز با همکاری نهادهای خارجی ۲۵مرکز آزمایش، خدمات اولیه و مشاوره داوطلبانه برای بیماران ایدز در ولایات کابل، هرات، ننگرهار، بلخ، بدخشان، قندهار، قندوز، غزنی و زندان مرکزی کابل ایجاد شده است اما تنها مرکزی که برای معالجه بیماران موجود است، در کابل است. این مرکز به کمک سازمان بهداشت جهانی تأسیس شده است. با وجود یکه تعداد مبتلا شدگان مرض ایدز در افغانستان کم است اما خطر افزایش تعداد مبتلایان بسیار زیاد است؛ زیرا مردم این مرض را نمی‌دانند. چون مرض بدنام است کسی به دکتور مراجعه نمی‌کنند وهم بیمارستان در ولایات وجود ندارد.

## مرض حصبه یا محرقه در افغانستان
محرقه (نام‌های دیگر: سُرخْجه، تب روده، تب تیفوئید، مطبقه) یک بیماری عفونی است، که در اثر باکتریایی سالمونلا تیفی (انگلیسی: Salemonella Typhi) ایجاد می‌شود، این مریضی عام بوده از طریق آب و غذای آلوده گسترش می‌یابد و معمولاً با تب بالا، اسهال، بی‌اشتهایی و سردرد بروز می‌کند.
میکروب محرقه در آب‌های گل آلود تا یکماه و در یخ تا ۳ ماه زنده می‌ماند، در اثر گرمای ۶۰ تا ۱۰۰ درجه از میان می‌رود و به‌خصوص نور آفتاب به سرعت سبب انهدام میکروب می‌شود. در برابر خشکی هم تا دو ماه مقاومت دارد.
مرض محرقه در یک محیط یا اجتماع می‌تواند یک فرد یا عام را مبتلا نماید زیرا این مرض خیلی ساری می‌باشد، شیوع این مرض به‌خصوص در اجتماعات مانند قاغوش‌های سربازان، مدارس دیده می‌شود. این بیماری در افغانستان در فصل تابستان خیلی‌ها شدید بوده می‌تواند همه را مبتلا کند. اکثراً کسانی‌که در مرحله اخیر به درمان آغاز نموده‌اند یک حصه بدن آن از فعالیت بازمانده‌اند. گرمی تب محرقه بعضاً باعث کور شدن و دیوانه شدن مبتلا شدگان می‌شود. مکروب محرقه بالای جدارهای روده زندگی نموده به همین لحاظ مریض اسهال و گاهی اسهال خونی می‌باشد. در افغانستان درمانگاهی وجود دارد که به نام شفاخانه انتانی یاد می‌شود. درین شفاخانه تنها مریضان انتان بستر می‌شوند.

## سرطان
سرطان یکی از عواملی است که سالانه جان هزاران افغان را می‌گیرد. این مرض شوم در وجود زنان افغان زیاده تر از مردان دیده می‌شود. سالانه به تعداد ۲۸۰۰ نفر از زنان افغان، به سرطان سینه مبتلا می‌شوند که حدود ۸۰۰ نفر از آن‌ها می‌میرند، و اما نظر به گزارش مؤسسه خوارو بار جهانی (WHO) به‌طور اوسط همه ساله از هر هشت زن یکی از آن‌ها دچار سرطان سینه می‌شود. سرطان سینه، یکی از مهم‌ترین دلیل جهانی مرگ زنان در سن ۴۰ تا ۵۵ سالگی می‌باشد. این بیماری در اثر رشد نابهنجار سلول‌های سینه به وجود می‌آید. به‌طور عمده سرطان مری روده‌ها و معده در افغانستان ازدیاد یافته است. در افغانستان بیمارستان مخصوص در مورد سرطان وجود ندارد تا بتواند علل و عوامل اصلی این مرض را تشخیص نماید. در اکثر بیمارستان‌ها یک بخش برای تداوی این مرض وجود دارد.

## دکتران مشهور افغانستان
دولتهای افغانستان در طول تأسیس خدمات صحت در افغانستان تلاش ورزیده‌اند.
در افغانستان در بخش صحت ما پروفسوران معزز و داکتران لایق و برجستهٔ داریم که همواره برای بهبود صحت در افغانستان کوشش و تلاش می‌نمایند، و باید مورد احترام و تعزیم قرار گیرند و از احساس شان و کارهای شان در این عرصه خوشحالیم و باعث افتخار ما هستند.

## دواسازی
افغانستان قبل از جنگ‌های داخلی دارای کارخانه بزرگ دواسازی بود اما در اثر درگیری‌های داخلی هرآنچه زیربناها بود از بین رفتند، کنون چند شرکت دواسازی در کابل هرات آغاز بکار نموده است. ۹۸درصد ادویه جات افغانستان وارداتی است. کنون در افغانستان ۲۰ کمپانی دواسازی وجود دارد. متباقی از کشورهای خارج وارد می‌گردد.
ادویه جات که در افغانستان وارد می‌شود بتنت و جنریک است. زیاده ادویه جات افغانستان از کشور چین هند پاکستان وایران‌اند. یک قسمت ادویه جات را کارخانه هوخست ریاست ادویه‌سازی افغانستان کارخانه اویس فارما کیمیا گر فارما خالد ارشاد هرات تولید می‌نماید.

### داروهای تقلبی تاریخ زده و روانی
زیاده‌ترین ادویه جات تقلبی از کشورهای هند پاکستان و چین وارد می‌گردد. دواهای تاریخ زده معمولاً از هند و پاکستان به‌طور قاچاق داخل خاک گردیده به عوض ادویه جات اصل بفروش می‌رسد. دواهای امراض روانی به‌خصوص دیازپام از کشور چین وارد گردیده و بفروش می‌رسد که تعداد معتادین این دوا زیاد اند. در سال ۲۰۰۵ اداره مبارزه با جرایم مواد مخدر سازمان ملل(UNODC)و وزارت مبارزه علیه مواد مخدر بر روی شیوع استفاده غیرطبی مواد کنترل شده از قبیل مصرف بدون تجویز دکتر برای مدت طولانی یا مصرف غیر مشخص، مطالعه‌ای را انجام داد. تعداد مصرف‌کننده گان تریاک ۱۵۰۰۰۰و هرویین به ۵۰۰۰۰ نفر بود، تعداد استفاده‌کننده گان دواها۱۸۰۰۰۰ نفر تخمین گردیده بود. در سال ۱۳۸۲بررسی مصرف غیرمجاز مواد در شهر کابل، ۱۴۲۹۸ نفر مصرف‌کنندگان دوا، در مقایسه با ۱۰۷۷۴ مصرف‌کننده تریاک و ۷۰۰۸ مصرف‌کننده هرویین را نشان داد. حدود ۸۰ درصد دواهای معالج امراض روانی موجود در افغانستان، بدون مجوز و بدون انجام هیچ‌گونه آزمایشی مبنی بر اینکه اعتیادآور می‌باشند، تقلبی هستند یا تاریخ مصرف آن‌ها گذشته است، به صورت قاچاق به این کشور وارد می‌شوند. کنترل مرزها و همچنین کنترل و تنظیم دواهای معالج امراض روانی در داخل کشور نیز به خوبی انجام نمی‌گیرد. وزارت صحت عامه به منظور کنترل و نظارت بر دواخانه‌ها و انستیتوهای طبی و بررسی تاریخ مصرف و کیفیت دواهای در حال فروش، بخشی حقوقی را در هیئت مدیره دواسازی بنیان نهاده است. اما بررسی مداوم بیش از ۹۰۰۰ دواخانه ثبت شده توسط کارمندان کم درآمد دولت، که مستعد دریافت رشوه و سایر اشکال انحراف می‌باشند،

## تربیه کادر
رتبه علمی کادر علمی در دانشگاه طب کابل به ترتیب از شمول الی اخیر عبارت اند از: نامزد پوهیالی، پوهیالی، نامزد پوهنیار، پوهنیار، پوهنمل، پوهندوی، پوهنوال و پوهاند می‌باشد. فعلاً تعداد کادر علمی درمجموع ۲۶۴ تن بوده که از آن جمله تعداد کادر علمی ذکور۲۲۰ نفرو تعداد کادر علمی اناث۴۴ نفرمی باشد. از جمله ۱۵۵تن از کادر علمی دارای سویه ماستر، ۷تن دکترا و متباقی لیسانس می‌باشند. و حدود ۱۶۰ تن از کادر علمی تعلیمات طبی را در کشور جاپان فراگرفته‌اند. کادرهای علمی مصروف فعالیت‌های علمی تحقیقی، نشراتی، کنفرانسی، تدریسی و معالجوی می‌باشند. یک تعداد از درمانگ‌های کشور محل است که محصلان در سال اخیر در آنجا فعالیت عملی را فرا می‌گیرند. هکذا این در مانگاه‌ها محل تدریس و تحقیق برای کادرهای علمی می‌باشند؛ که قرار ذیل نگاشته می‌شود.

### دپارتمنت‌ها
دانشگاه طبی کابل دارای ۴۸ دپارتمنت بوده که از آن جمله ۲۳ آن کلینیکی، ۱۴ آن basic science و ۳ دپارتمنت دانشگاه شمول شامل ثقافت اسلامی، انگلیسی و کمپیوتر می‌باشد.
دپارتمنت‌های بخش کلینیک در شفاخانه تدریسی علی‌آباد شفاخانه تدریسی میوند کلینیک تدریسی ستوماتولوژی و شفاخانه تدریسی چشم تنظیم گردیده‌اند تا به سهولت بتوانند هرچه بیشتر در امورات تدریسی و معالجوی رسیده گی نمایند.

### دپارتمنت‌های شفاخانه تدریسی علی‌آباد
از جمله ۲۳ دپارتمنت‌های کلینیکی۱۳ دپارتمنت در شفاخانه تدریسی علی‌آباد شامل می‌باشد:
1. . دپارتمنت جراحی ارولوژی
2. . دپارتمنت جراحی عصبی
3. . دپارتمنت جراحی بطن
4. . دپارتمنت جراحی صدر
5. . دپارتمنت جراحی عاجل و تراوما
6. . دپارتمنت ارتوپدی.
7. . دپارتمنت انستیزی
8. . دپارتمنت رادیولوژی
9. . دپارتمنت داخله عصبی - روانی
10. . دپارتمنت داخله قلبی تنفسی
11. . دپارتمنت داخله قلبی وعایی
12. . دپارتمنت داخله اندوکرینولوژی
13. . دپارتمنت داخله هیمتولوژی

### دپارتمنت‌های شفاخانه تدریسی میوند
1. . دپارتمنت جلدی
2. . دپارتمنت داخله اطفال
3. . دپارتمنت جراحی اطفال
4. . دپارتمنت گوش گلو و بینی
5. . و دپارتمنت جراحی پلاستیک و ریکنسترکتیف.

دپارتمنت‌های مختلفه ستوماتولوژی شامل:
1. . دپارتمنت اطفال ستوماتولوژی
2. . دپارتمنت جراحی ستوماتولوژی
3. . دپارتمنت ارتوپدی ستوماتولوژی
4. . دپارتمنت پیریدنتولوژی.

### دپارتمنت چشم
در شفاخانه تدریسی چشم موقعیت دارند.
برعلاوه دپارتمنت ولادی ونسایی در شفاخانه ملالی شعبه سل دپارتمنت انتانی در شفاخانه سل
و بخش انتانی آن در شفاخانه انتانی مربوط وزارت صحت عامه قرار دارد.

## شفاخانه‌های تدریسی دانشگاه طبی کابل

### شفاخانه تدریسی علی‌آباد
در مجموع ۳۸۳ اعضا ی کادر علمی، دکتران متخصص و ترینی‌ها، پرستارها، تکنیسین‌ها، اناستیزیالوگ‌ها، پرسنل اداری و کارکنان غیر مسلکی درین شفاخانه تدریسی مصروف خدمت‌اند.
بخش تشخیصیه:شامل شعبات ذیل می‌باشد.
1. . آندوسکوپی جهاز هضمی
2. . ETT Spirometry
3. .Holter Monitoring
4. . Cardiac Rehabilitation
5. . آزمایشگاه
6. . التراسوند
7. . ایکوکاردیوگرافی
8. . الکترو کاردیوگرافی و رادیولوژی.

### شفاخانه تدریسی میوند
درین شفاخانه مجموعاً ۳۶۸ تن اعم از اعضای کادر علمی، متخصصان، دکتران شامل پروگرام تخصص، پرستارها، رادیولوژیستها پرسنل غیر مسلکی مصروف خدمت می‌باشند. درین مرکز به تعداد ۳۵۰ بستر برای مریضان موجود است که در جهت استفاده تدریس و معالجه مریضان از آن‌ها کار گرفته می‌شود.

### کلینیک تدریسی ستوماتولوژی
موقعیت آن درمحوطه شفاخانه علی‌آباد بوده و حدود ۴۰ تن اعضای کادر علمی، دکتران و غیره پرسنل مسلکی و غیر مسلکی در آن مصروف خدمت‌اند.

### شفاخانه تدریسی چشم
موقعیت آن در کنار دانشگاه طبی بوده و تعداد پرسنل آن ۳۰ تن رسیده و در حال انکشاف است.